# Francesco Hayez
(Giuseppe Mazzini)
Francesco Hayez (AFI: /franˈʧesko ˈajeʦ/; Venezia, 10 febbraio 1791 – Milano, 12 febbraio 1882) è stato un pittore italiano.

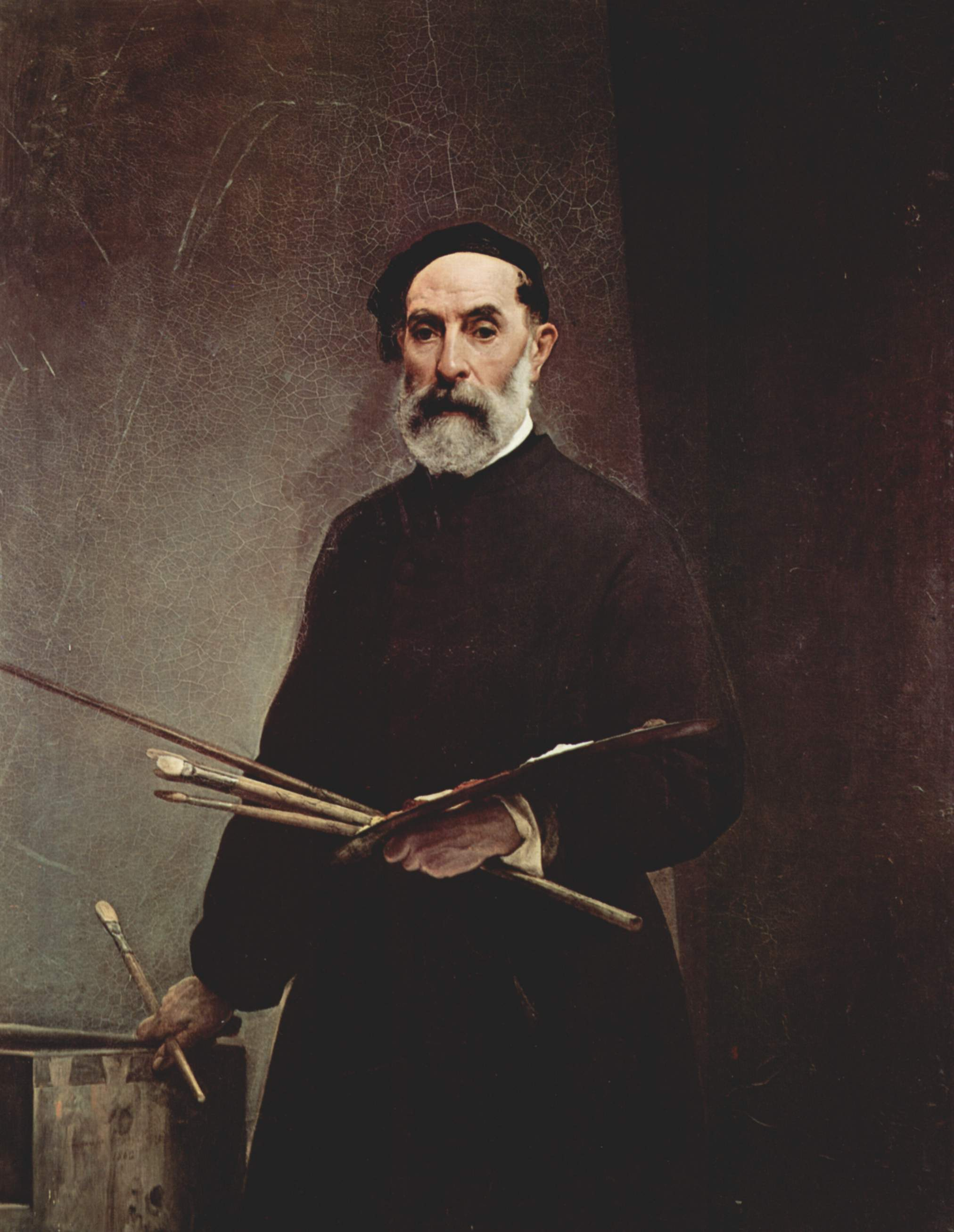
Francesco Hayez, Autoritratto a 71 anni (1862); olio su tela, 125,5×101,5 cm (Uffizi)

Passato dalla temperie neoclassica a quella romantica (della quale è stato il maggiore esponente in Italia), Hayez è stato un artista innovatore e poliedrico, lasciando un segno indelebile nella storia dell'arte italiana per essere stato l'autore del dipinto Il bacio e di una serie di ritratti delle più importanti personalità del tempo. Molte sue opere, solitamente di ambientazione medioevale, contengono un messaggio patriottico risorgimentale criptato.
Dopo aver trascorso la giovinezza a Venezia e Roma, si spostò a Milano, dove entrò in contatto con Manzoni, Berchet, Pellico e Cattaneo, conseguendo numerosissimi uffici e dignità; tra queste, degna di menzione è la cattedra di pittura all'Accademia di Brera, della quale divenne titolare nel 1850.

## Le fonti

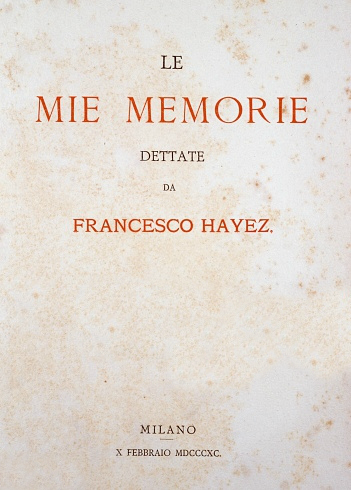
Frontespizio della prima versione delle Memorie di Hayez, pubblicata nel 1890

La più completa fonte primaria sulla vita e l'attività dell'Hayez sono le Memorie, che egli stesso dettò a intervalli all'amica Giuseppina Negroni Prati Morosini tra il 1869 e il 1875. Siamo davanti a un interessante esempio di autobiografia, intenso e ricco di aneddoti, considerazioni personali e note di costume che, abbracciando il periodo compreso tra il 1791 e il 1838, appare essere «la conclusione di una lunga strategia della costruzione dell'immagine dell'artista quale Hayez si può dire abbia perseguito da sempre». Raffaello Barbiera, assiduo frequentatore sia dell'Hayez sia della nobildonna meneghina, lasciò una vivida descrizione delle circostanze che condussero alla redazione dell'opera:
Alla morte dell'amico artista, la Morosini fece dono delle Memorie all'Accademia di Brera il 3 aprile 1890, adempiendo alle volontà espresse dallo stesso Hayez. La genesi editoriale dell'opera si articola in due manoscritti: l'uno integrale, pubblicato come Le mie memorie a Milano nel 1890 con una prefazione di Emilio Visconti Venosta, e l'altro opportunamente rimaneggiato e ritoccato, edito con lo stesso titolo da Fernando Mazzocca nel 1995.

## Biografia

### L'infanzia e l'adolescenza

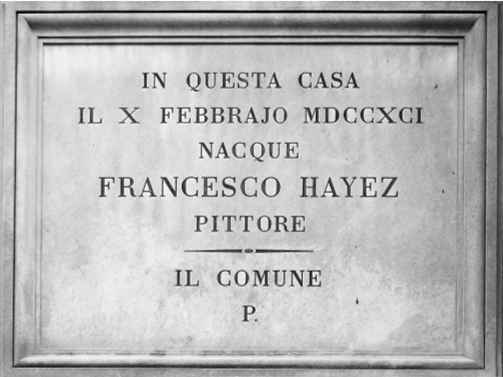

«Nacqui in Venezia il giorno 10 febbraio 1791 nella parrocchia di S. Maria Mater Domini»: è lo stesso Hayez a parlarci della sua nascita, nell'incipit nelle sue Memorie. Mentre sulla fanciullezza dell'artista sono stati versati fiumi d'inchiostro, sulle sue vicende familiari non ci sono pervenute molte notizie: sappiamo che la madre era la muranese Chiara Torcellan, e che il padre Giovanni era un pescatore originario di Valenciennes, nel nord della Francia. In ogni caso, la sua famiglia originaria - che comprendeva altri quattro fratelli - era poverissima, e segnata da vicissitudini e sofferenze: per questo motivo, il piccolo Francesco fu affidato a un'agiata zia materna di Milano, sposata con Francesco Binasco, disinvolto antiquario e collezionista di opere d'arte.

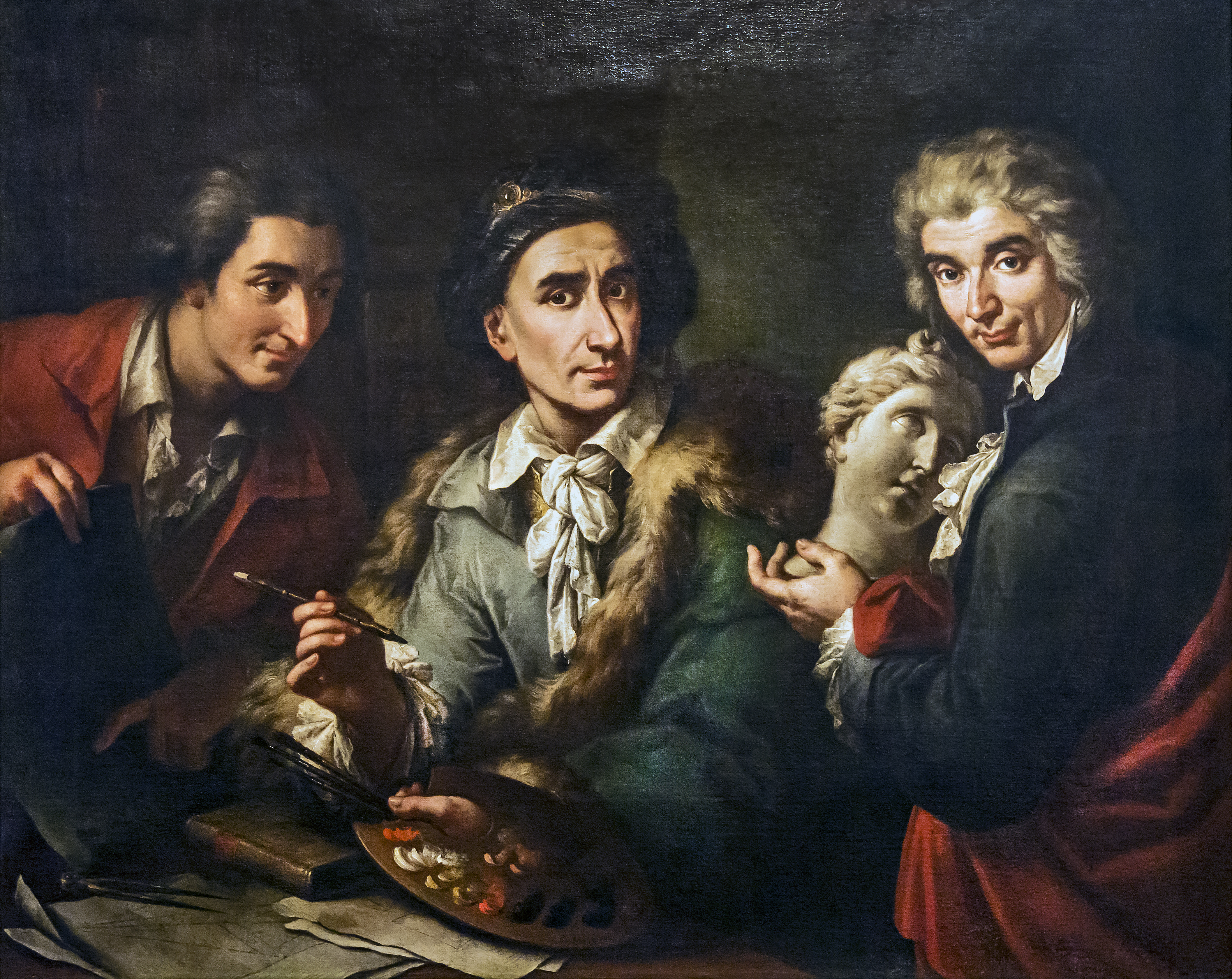
Francesco Maggiotto, Autoritratto con gli studenti Antonio Florian e Giuseppe Pedrini, 1792. Maggiotto fu uno dei primi precettori del giovane Hayez

Da allora in poi trascorse la fanciullezza e l'adolescenza presso la dimora meneghina degli zii, dai quali ricevette anche una prima educazione: Francesco Binasco, intuendo il precoce talento artistico del nipote, lo introdusse infatti all'esercizio della pittura, con l'auspicio di indirizzarlo nella branca del restauro, così da impiegarlo presso la propria mercatura. Contemporaneamente, il giovane Francesco si accostò alle lezioni di disegno impartite da un certo Zanotti per poi passare, alla morte di quest'ultimo, alla scuola  tardosettecentista del veneziano Francesco Maggiotto. Qui, sotto la guida del Maggiotto, acquistò una vasta cultura figurativa e letteraria, divorando libri di carattere mitologico e storico, e avendo modo di studiare alcuni dei grandi maestri veneti del Settecento, da Giambattista Tiepolo e Sebastiano Ricci a Francesco Fontebasso e Giovanni Battista Piazzetta. Uno, in particolare, era l'artista prediletto, Gregorio Lazzarini: da quest'ultimo ricevette un'impronta profonda, tanto da fondare il proprio stile sulla sua maniera chiara e levigata.
Terminato l'apprendistato presso il Maggiotto, lo zio Binasco decise di valorizzare ulteriormente le doti pittoriche del nipote: fu così che Hayez venne allocato sotto la guida di Filippo Farsetti, che aveva radunato presso il proprio palazzo sul Canal Grande una considerevole raccolta di gessi, tratti dalle statue antiche più famose. Hayez, per l'appunto, dedicò buona parte del suo tempo alla copia dei modelli in gesso della ricca collezione del Farsetti, mentre la sera si recava alla scuola di nudo presso la vecchia Accademia di belle arti di Venezia. Qui strinse amicizia con il pittore Lattanzio Querena, con il quale si interessò allo studio della pittura a colori; il 1º aprile 1805 arrivò addirittura a confermare la propria fama in ascesa, vincendo il primo premio per il disegno di nudo.

### Nel segno di Canova e di Raffaello Sanzio

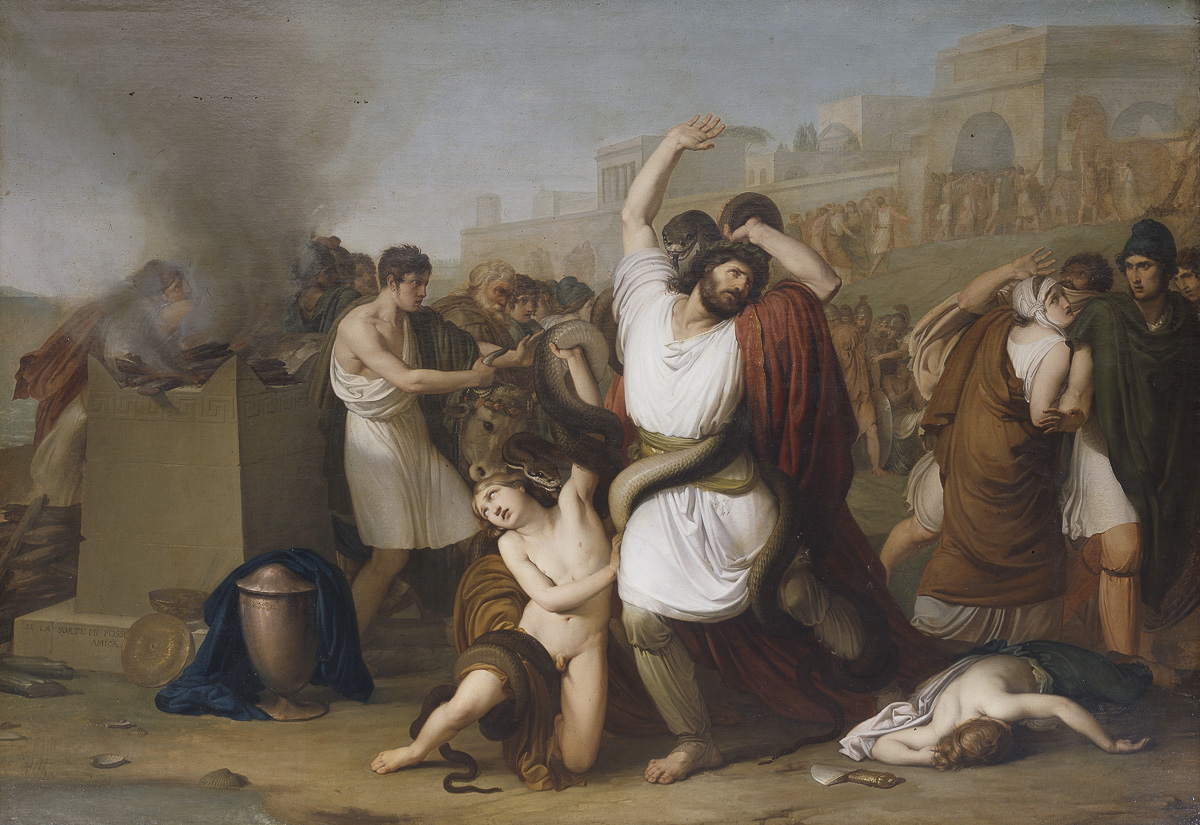
Francesco Hayez, Laocoonte (1812); olio su tela, 246x175 cm, Milano, Accademia di Belle Arti di Brera

Quando nel 1806 Venezia cadde nell'orbita francese, divenendo una provincia del neocostituito Regno d'Italia napoleonico, la sede dell'Accademia venne spostata nel complesso della Carità; il conte Leopoldo Cicognara, presidente dell'Accademia dal 1808, darà un impulso che si rivelerà decisivo per la fortuna dell'Hayez. In ogni caso, qui seguì il corso di Teodoro Matteini, al quale venne assegnata la cattedra di pittura di storia. Fu in questi anni, tra l'altro, che Hayez condusse le sue prime esperienze artistiche, realizzando un'Adorazione dei magi, dipinta entro il 1809 su commissione dei padri armeni della parrocchiale di Lussingrande (in croato Veli Lošinj), e un Ritratto della famiglia del pittore.
Sempre nel 1809 l'Hayez partecipò a un concorso indetto dall'Accademia per l'«alunnato di Roma» risultandone vincitore a pieni voti, e perciò titolare di una borsa di studio e di pittura di durata triennale nella laboriosa officina artistica capitolina. Hayez si trasferì nell'Urbe l'ottobre dello stesso anno, accompagnato dal collega Odorico Politi, dallo zio Binasco e, soprattutto, da una serie di lettere commendatizie redatte dal conte Cicognara, tese a elogiare caldamente il talento del suo giovane protetto ad Antonio Canova e al cardinale Ercole Consalvi. Era il 28 aprile 1812 il giorno in cui Cicognara, in un'epistola inoltrata all'amico Canova, gli comunicò infatti la sua ambizione di vedere in Hayez un interprete delle ispirazioni nazionali, in grado di dare nuova linfa alla grande pittura italiana: «Oh per Dio che avremo anche noi un pittore; ma bisogna tenerlo a Roma ancora qualche tempo, e io farò di tutto perché vi rimanga».
Trasferitosi a Roma solo dopo aver fatto tappa a Bologna, Firenze e Siena, Hayez ebbe subito modo di presentarsi ad Antonio Canova, detentore all'epoca di numerosissimi uffici, che lo accolse molto calorosamente. Con ogni probabilità, la conoscenza diretta col Canova (e col suo collaboratore Antonio D'Este) contribuì ad aprirgli le porte delle maggiori collezioni romane: Hayez fu ai Musei Capitolini e al Museo Chiaramonti, ove poté studiare la statuaria greco-romana ivi raccolta. Per tramite di Vincenzo Camuccini, inoltre, l'artista ottenne il permesso di recarsi anche alle Stanze Vaticane, dove poté mettersi direttamente a confronto con il plastico pittoricismo delle figure di Raffaello Sanzio. A quest'intensa attività di perfezionamento artistico l'Hayez alternò gli svaghi e le frequentazioni concesse dalla vita di città, ricca di fermenti e suggestioni culturali. Fra i suoi amici romani vi sono le più eminenti personalità artistiche del tempo: Pelagio Palagi, Tommaso Minardi, Dominique Ingres, Bartolomeo Pinelli e Friedrich Overbeck, fra quelli espressamente citati nelle Memorie. Lo stesso pittore ammise più tardi: «dirò che chi mi vedeva allo studio e poi in compagnia avrebbe trovato due uomini ben diversi».

#### I primi successi
Frattanto, gli entusiastici incoraggiamenti del Canova indussero Hayez a partecipare nel 1812 a un concorso bandito dall'Accademia di Brera per la realizzazione di un'opera d'arte incentrata sull'impegnativo tema classico del Laocoonte. Hayez realizzò una tela dalle solide qualità pittoriche; ciononostante, la giuria lo premiò ex aequo con una ben più modesta opera di Antonio De Antoni, protetto dall'influente Andrea Appiani, membro dell'Accademia meneghina e premier peintre di Napoleone Bonaparte. Si trattò questa di una cocente delusione, ma soprattutto della «prima vera, importante affermazione pubblica di Hayez sulla scena nazionale, alla quale fecero seguito altri successi nel giro di pochi anni» (Di Monte). Nell'estate del 1813 mandò all'Accademia di Venezia - a titolo di saggio finale dell'alunnato - la grande tela raffigurante Rinaldo e Armida, permeata di spiriti romantici e coloristici. L'opera, che rappresenta un'intima rielaborazione della lezione veneta di Tiziano Vecellio filtrata attraverso il classicismo canoviano, fu molto gradita agli accademici veneziani, trovando un fervente ammiratore in Cicognara, che così concesse al borsista il quarto anno di alunnato e un generoso sostegno economico. Hayez coronò le speranze del proprio mentore vincendo il 17 maggio 1813 l'ambito primo premio del concorso del cosiddetto «Mecenate Anonimo» (indetto dall'Accademia di San Luca) con la realizzazione dell'Atleta trionfante. Qui i riferimenti alla statuaria classica e canoviana si fanno ancora più marcati, a prova di come l'artista sia in grado di «selezionare oculatamente i propri referenti figurativi e calibrare specifiche inflessioni stilistiche anche in vista di particolari circostanze» (Di Monte).
Questa fu anche l'epoca del primo amore. Essendo stato accolto da Giuseppe Tambroni, console al servizio del Regno Italico, nell'elegante palazzo Venezia, Hayez ebbe modo di conoscere la giovane figlia sposata del maggiordomo dell'ambasciata, e di instaurarvi una relazione clandestina. L'intera vicenda, quando la cosa si seppe, suscitò un tale scandalo che l'artista venne assalito proditoriamente dal marito della giovane amante. Per sopire questi dissapori, Canova impose al proprio protégé di lasciare Roma e di recarsi a Firenze, dove però rimase ben poco: già il 17 marzo 1814, Gioacchino Murat, su interessamento del ministro dell'Interno Giuseppe Zurlo, gli commissionò la realizzazione di un quadro, con prezzo e soggetto a discrezione del Cicognara, conferendogli pure un assegno di 50 scudi pontifici mensili per un anno. Con il consenso del Canova, Hayez fece repentinamente ritorno nella città eterna, riprendendo un tema al quale stava già lavorando in precedenza: Ulisse alla corte di Alcinoo, dal sapore squisitamente omerico. Malauguratamente il regno di Murat cadde nel 1815, quando la tela non era ancora stata condotta a termine: ciò malgrado, Ferdinando I si offrì comunque di acquistarla per sistemarla nel museo di Capodimonte, ove è esposta dal 1816.

### L'intermezzo lagunare

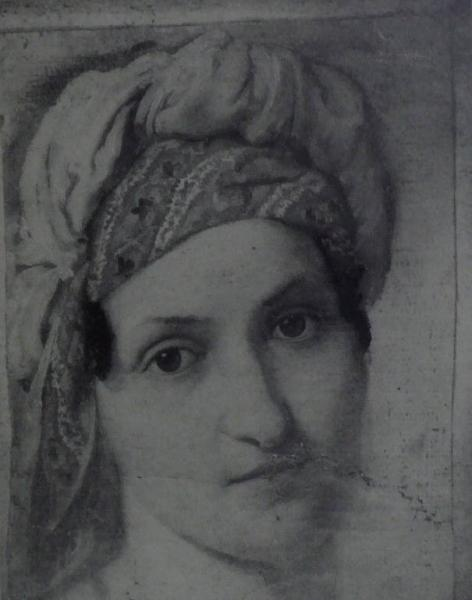
Piccolo ritratto privato di Vincenza Scaccia, 1816 (17x22,5 cm)

Nel frattempo, Hayez incominciò a frequentare la casa della famiglia Scaccia. Di una dei componenti di quest'ottima famiglia borghese l'artista s'invaghì perdutamente: era costei Vincenza, fanciulla dolce e di buoni costumi. Il matrimonio fu celebrato il 13 aprile 1817 nella chiesa di Santa Maria in Via; ma già immediatamente dopo le nozze i novelli sposi lasciarono Roma per recarsi a Venezia. Il distacco dall'Urbe fu voluto dal Cicognara, che chiamò a sé la giovane promessa per rendere omaggio in chiave artistica all'imperatore Francesco I d'Austria in occasione delle sue nozze (le quarte: 1816) con Carolina Augusta di Baviera. Fu quindi in onore alla nuova imperatrice d'Austria che Hayez dipinse la Pietà di Ezechia, raffigurante il noto episodio biblico; quest'opera (oggi andata perduta) venne fatta esporre insieme al Ritratto della famiglia Cicognara, che l'artista realizzò memore dell'ineguagliabile beneficio ricevuto dal proprio protettore.
In ogni caso, durante la permanenza nella città lagunare Hayez e la consorte trovarono temporaneo rifugio presso gli zii Binasco, per poi trasferirsi in casa della sorella del pittore, nell'imminenza di un eventuale ritorno a Roma. Ciò, tuttavia, non accadde: Hayez, infatti, decise di accogliere la proposta fattagli dell'amico Giuseppe Borsato, noto pittore d'ornati, che gli propose di inserirsi nelle vaste imprese decorative da compiersi nelle dimore veneziane e padovane più prestigiose. L'artista accettò con particolare entusiasmo, anche perché v'intravide la possibilità di migliorare la propria situazione economica. Questo, in effetti, fu un periodo nel quale Hayez venne febbrilmente assorbito nell'attività di decoratore, che lo vide impegnato dal 1818 al 1821. Ben presto, tuttavia, si vide costretto a cessare questa pur lucrosa attività, in quanto poco qualificata dal punto di vista culturale: «quel lavoro era tale da non rendermi contento perché essendo di sola decorazione non potevo fare quegli studi necessari per avanzare nell'arte», scrisse.
Fu in questo momento quindi che l'Hayez, scostandosi dai soggetti mitologici e classici in voga al tempo, si accostò al filone, a lui più congeniale, della pittura di soggetto storico, con la stesura di una tela che sarebbe stata uno degli incunaboli degli umori ribollenti del Romanticismo: Pietro Rossi prigioniero degli Scaligeri, primo quadro di soggetto storico-medievale della sua produzione pittorica.

#### L'esordio milanese

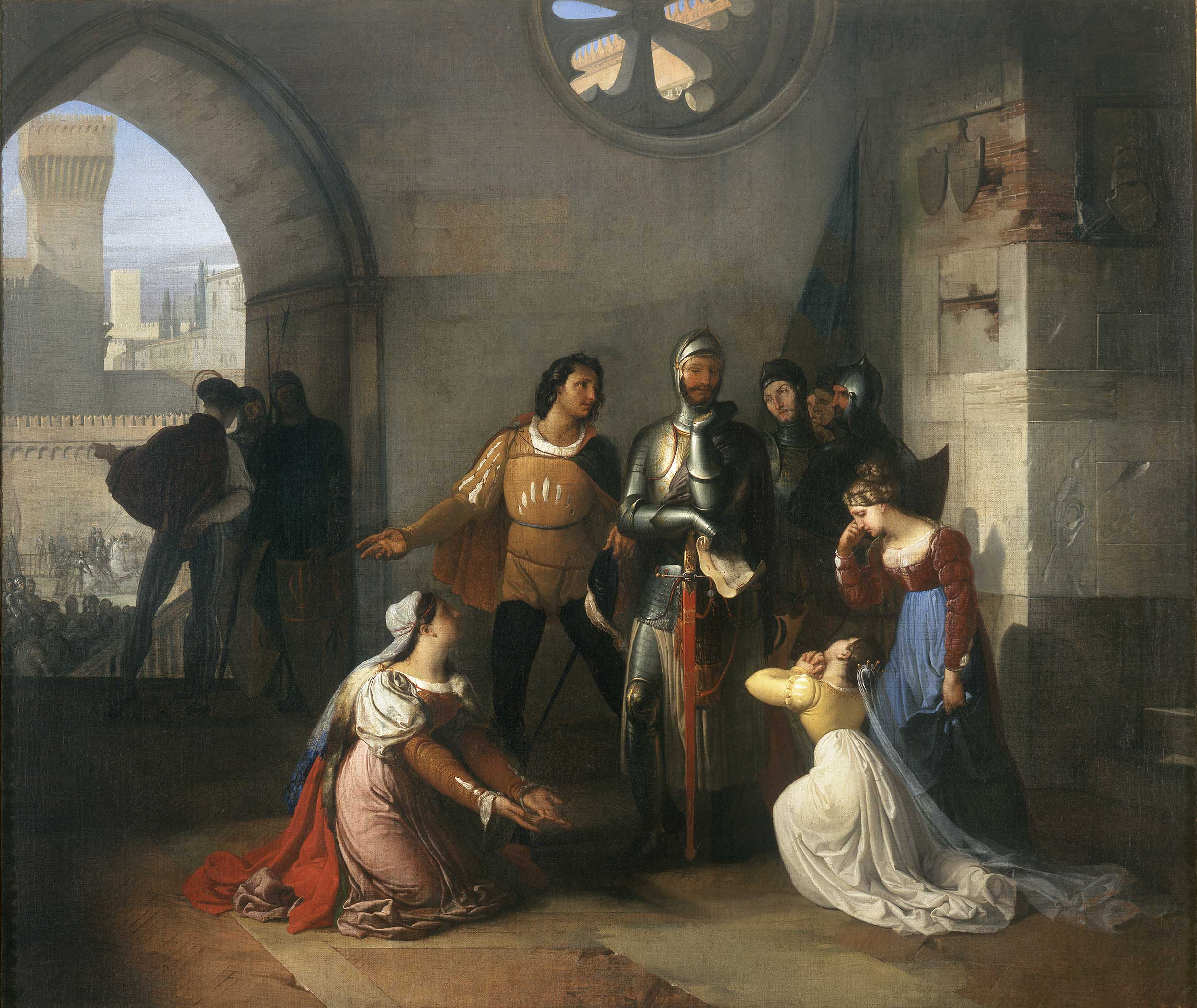
Francesco Hayez, Pietro Rossi prigioniero degli Scaligeri (1818-1820); olio su tela, 157,5×131 cm

Per riprendere tra le mani il proprio destino, dedicandosi all'impegnata branca della pittura a tema storico, Hayez comprese che avrebbe dovuto lasciare Venezia e recarsi a Milano, che serbava tracce di un grandissimo fervore artistico che vi accentrò artisti di grande nome, primi tra tutti Andrea Appiani e Giuseppe Bossi, e che trovava espressione nelle promettenti esposizioni di quell'Accademia di Brera che già anni addietro premiò il suo Laocoonte. A Milano, grazie alla conoscenza diretta con Pelagio Palagi, Hayez ebbe contatti con numerosi alfieri della nuova temperie romantica, primi fra tutti Alessandro Manzoni, Tommaso Grossi, Ermes Visconti e Ignazio Fumagalli. Fu proprio per merito di quest'ultimo che Hayez poté esporre il Pietro Rossi all'Accademia di Brera nell'estate del 1820, riscuotendo un grande successo che si rivelò poi determinante per la sua fortuna a Milano. Hayez, in effetti, da quel momento in poi non sapeva più come rispondere alle commissioni, che gli piovevano da tutte le parti: oltre ai Vespri siciliani, a L'addio di Ettore e Andromaca e all'ossianesco Catmor e Sulmalla, importantissima fu l'esecuzione di una tela raffigurante la tragedia manzoniana del Conte di Carmagnola, realizzata su commissione del conte Francesco Arese Lucini.
Quest'opera, oltre a valergli le simpatie del Manzoni, lo consacrò promotore di un'arte «impegnata» che, mediante il tema storico, provvedeva al riverbero e al riflesso degli ideali risorgimentali. L'eco che ebbe l'opera fu tale che arrivò anche a Cicognara che, consapevole del lustro che avrebbe dato alla sua Accademia, l'avrebbe voluta a Venezia: Hayez, tuttavia, «non volle e il quadro partì per Milano», dove venne presentato nel 1821, ottenendo un successo furioso. Disilluso, Cicognara fu prodigo di rimproveri nei confronti del «Sig. Francesco Hayez Veneziano», colpevole di non essersi saputo opporre al «desiderio di quei nobili Committenti che vollero arricchire l'Accademia Milanese delle sue produzioni, e ne defraudò in tal modo la Veneta, la quale rimase con desiderio di applaudire il proprio Concittadino, e inviarlo con una corona di più al luminoso destino».
Hayez si sentì quindi in obbligo di sottolineare che il distacco da Venezia non fu affatto felice, ma fisiologico per imprimere un più decisivo impulso alla propria carriera; in tal senso, fece appello all'autorità del Canova, cui inoltrò questa lettera il 31 luglio 1821:

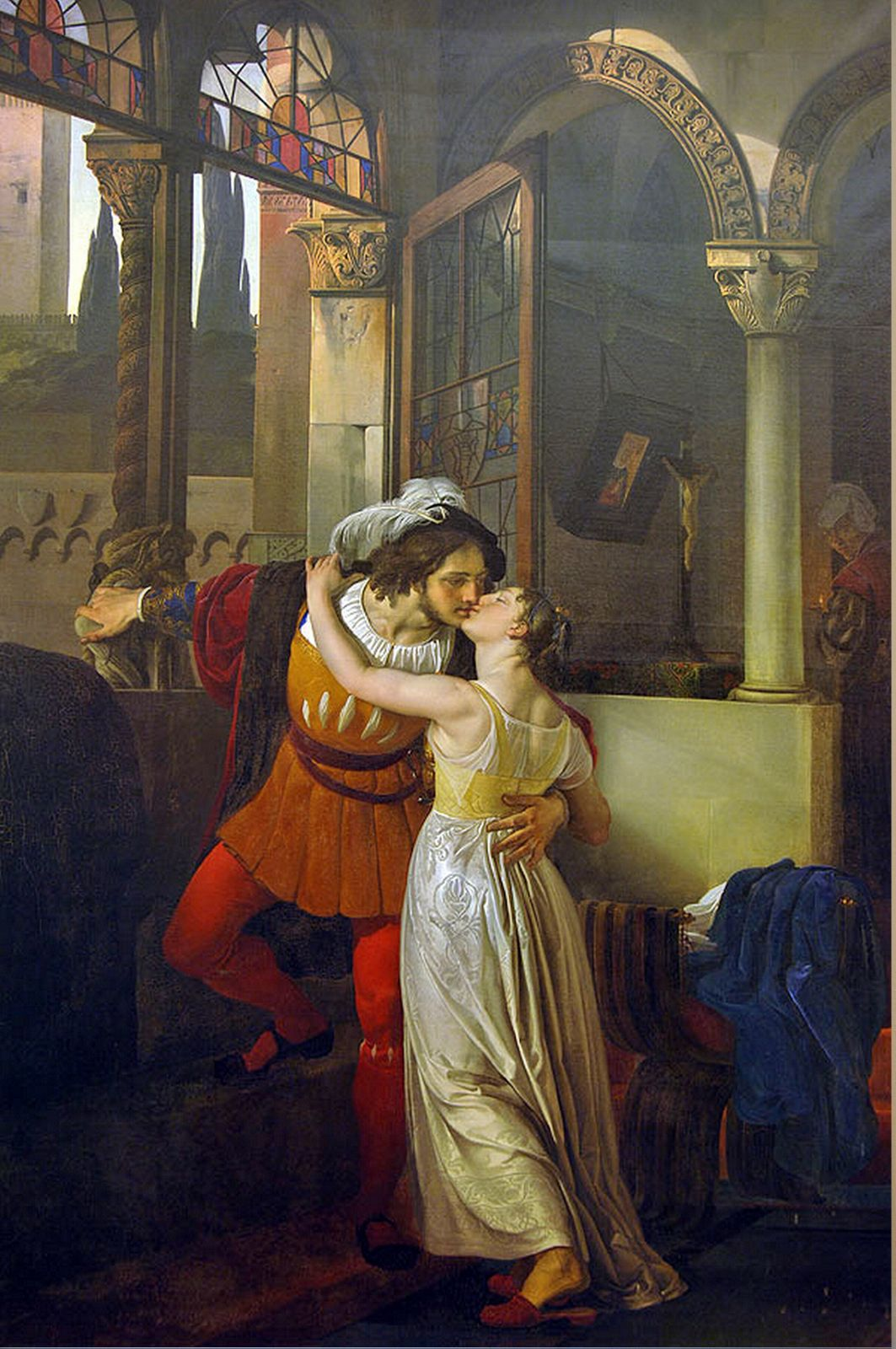
Francesco Hayez, L'ultimo bacio di Giulietta e Romeo (1823)

Il fatto che Milano predisponesse di un terreno più fertile ad accogliere il contributo di Hayez è testimoniato da Giuseppe Rovani, che nei suoi Cent'anni - scritti tra il 1859 e il 1864, più di trentacinque anni dopo l'arrivo dell'artista nella città ambrosiana - fa dire al protagonista Giulio Baroggi:
La fuga in Lombardia, se venne sancita dall'esposizione del Pietro Rossi, venne consumata pienamente con il trasferimento definitivo avvenuto nel 1822: proprio in quell'anno, infatti, Hayez fu designato supplente di Luigi Sabatelli, totalmente assorto nell'impegnativa impresa decorativa di Palazzo Pitti, alla cattedra braidense di Storia d'Italia. Hayez, ospitato dall'amico incisore Michele Bisi, divenne rapidamente milanese per vocazione, tanto che non si allontanò mai dalla città meneghina: anche il progetto di fare ritorno a Roma si era fatto ormai remoto, soprattutto alla morte del Canova (avvenuta nel 1822).
In ogni caso, il primo soggiorno a Milano si trattò del «più bel momento» della carriera dell'artista, com'ebbe modo di affermare egli stesso nelle Memorie: in questo periodo, infatti, Hayez si prodigò nella stesura delle principali opere giovanili, gettando le basi per quelli che saranno i temi sviluppati nella tarda maturità. A questi anni risale la grande tela raffigurante L'ultimo bacio di Giulietta e Romeo, realizzata nel 1823 su commissione del collezionista Giovanni Battista Sommariva: nel rappresentare una scena chiave della celebre tragedia shakesperiana, Hayez insiste da una parte sul triste e quanto prossimo commiato dei due amanti perduti, travolti da un amore passionale e letale, e dall'altra su un'attenta ricostruzione d'ambiente filologicamente verificata sulle fonti e ricca di riferimenti letterari.
Sono questi motivi che torneranno a dispiegarsi in altre opere sempre di soggetto storico-letterario, come Fiesco si congeda dalla moglie, direttamente ispirata dalla Congiura dei Fieschi di Friedrich Schiller, la teatrale composizione de La congiura dei Lampugnani, esplicitamente desunta dalle Istorie fiorentine di Niccolò Machiavelli, o ancora Maria Stuarda nel momento che sale al patibolo (episodio ancora stavolta tratto dalla Congiura dei Fieschi), che riscosse uno sfolgorante successo sia per il fascino romantico dell'eroina, sia per la fortuna che ebbe la tragedia schilleriana in quegli anni.
Al filone di soggetto storico Hayez accostò inoltre una copiosa produzione ritrattistica, e infatti fu proprio in questo ambito che ottenne risultati di notevole importanza: travalicando consolidate consuetudini, adottò soluzioni inedite e avveniristiche, che emergono nello «spoglio realismo davidiano» del Ritratto del conte Arese in carcere (1828) e nella «citazione aulica e antiquariale, tintorettesca» del Ritratto di Francesco Peloso (1824).
Anche la modesta produzione di autoritratti riflette l'ardito sperimentalismo di Hayez in questi anni, che si raffigurò insieme ai compagni Pelagi, Migliara, Molteni e Grossi (Autoritratto in un gruppo di amici, 1824) o addirittura insieme a due belve ingabbiate (Autoritratto con leone e tigre in gabbia, 1831 circa). Se, insomma, il merito dell'Hayez nella pittura di storia fu quello di infondere nelle proprie tele, rese con un'attenta ricerca tecnica e formale, nodi di significati allegorici, nella ritrattistica egli perseguì un «registro di pacato realismo» e una «caratterizzazione drammatica, domestica, dei personaggi raffigurati».
Carolina Zucchi era un'artista e litografa milanese, figlia di quel ragionier Zucchi che fece della propria dimora un frequentatissimo salotto, punto di riferimento irrinunciabile di tutti gli artisti meneghini. Fra quest'ultimi figurava proprio Hayez, che qui conobbe Donizetti, Bellini e la giovane fanciulla. Carolina entrò nell'atelier di Hayez già nel 1823 come allieva e modella; la «Fornarina dell'Hayez» (come venne spesso soprannominata in quel periodo) si innamorò del proprio mentore. I loro rapporti erotici sarebbero raffigurati in alcuni disegni del pittore.

#### L'impresa del Salone delle Cariatidi
La magistrale abilità pittorica dell'Hayez gli garantì una certa notorietà anche al di là dei confini italiani, soprattutto in ambito mitteleuropeo: ebbe importanti committenti e mecenati in Maurizio Bethmann, nella famiglia degli Schönborn e in Guglielmo I di Württemberg, ma specialmente nel principe Klemens von Metternich, che lo incaricò di realizzare sulla volta del Salone delle Cariatidi, l'ambiente più rappresentativo del Palazzo Reale di Milano, un'allegoria ad affresco dell'incoronazione regia dell'Imperatore Ferdinando.
Si trattava questa di una commissione assai importante: per questo motivo, l'Hayez prima di lasciare Milano eseguì una serie di disegni preparatori e li sottopose al giudizio del conte Franz von Hartig, detentore del governatorato della Lombardia in quei tempi. Dopo essersi consultato con l'amico Andrea Maffei circa l'iconografia da adottare, partì quindi alla volta di Vienna; Hayez arrivò nella capitale asburgica dopo aver fatto affrettatamente sosta a Venezia e Lubiana, dove incontrò - rispettivamente - l'arciduca Ranieri, viceré del Lombardo Veneto, e Josef Radetzky. Giunto a Vienna, fu ricevuto a corte da Metternich, e qui presentò i disegni al ministro dell'Interno, il conte Franz Anton von Kolowrat, che rilasciò l'autorizzazione definitiva per il compimento del progetto. Terminata la lunga trafila burocratica, Hayez poté finalmente partecipare al vivace clima artistico e intellettuale della Vienna ottocentesca, visitando l'Accademia di belle arti locale e frequentando gli atelier di diversi artisti. Nel viaggio di ritorno in Italia fece tappa a Monaco di Baviera, dove incontrò l'architetto Leo von Klenze e gli artisti monacensi di quella scuola, come Ludwig Schwanthaler, Peter von Cornelius e Julius Schnorr von Carolsfeld, alcuni dei quali Hayez non rivedeva dai tempi della gioventù trascorsa a Roma.

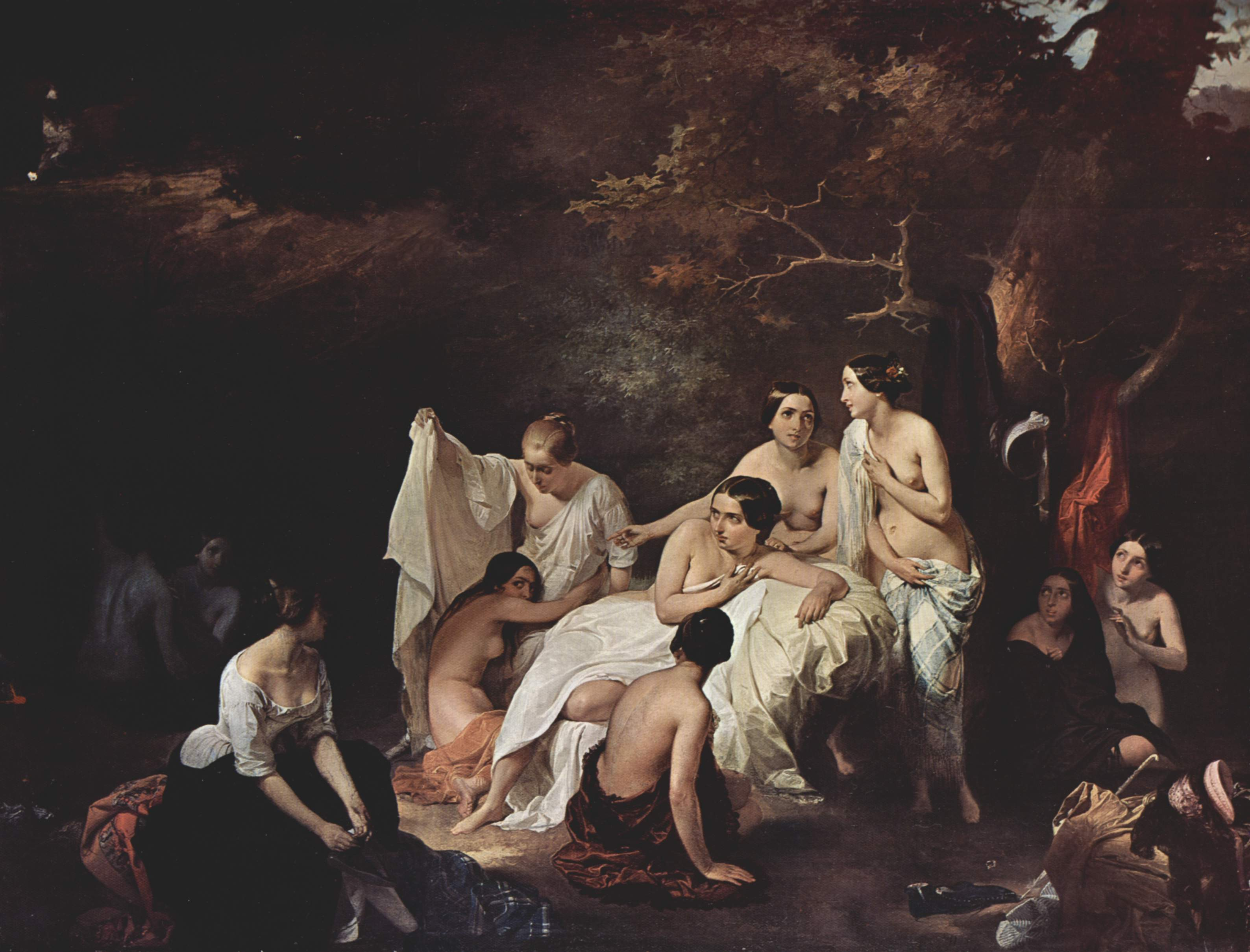
Francesco Hayez, Bagno di ninfe (1831); olio su tela, 92×119 cm

Rientrato a Milano, Hayez realizzò immediatamente il cartone e gli abbozzi necessari per l'impresa; tuttavia, per ritardi burocratici e controversie, l'artista non mise subito mano alla decorazione della volta, che - come ricorda egli stesso nelle Memorie - dovette essere portata a compimento in soli quaranta giorni, appena in tempo per la cerimonia d'incoronazione regia, che poté quindi essere celebrata con la cornice artistica dell'Allegoria dell'Ordine Politico di Ferdinando I d'Austria. L'affresco piacque molto sia all'Imperatore sia al ministro Kolowrat, dai quali fu incaricato di eseguire Vettor Pisani liberato dal carcere (tema dove l'artista sarebbe poi tornato nuovamente) e L'ultimo abboccamento di Iacopo Foscari con la propria famiglia, raffigurante un episodio desunto da un dramma di Lord Byron - che sarà poi fonte di ispirazione per Giuseppe Verdi - entusiasticamente accolta dal pubblico viennese alla galleria del Belvedere. Sempre in questi anni, inoltre, Hayez dipinse Malinconia, tela raffigurante una ragazza lacerata dalla malinconia, sentimento ampiamente trattato anche nella poesia romantica.

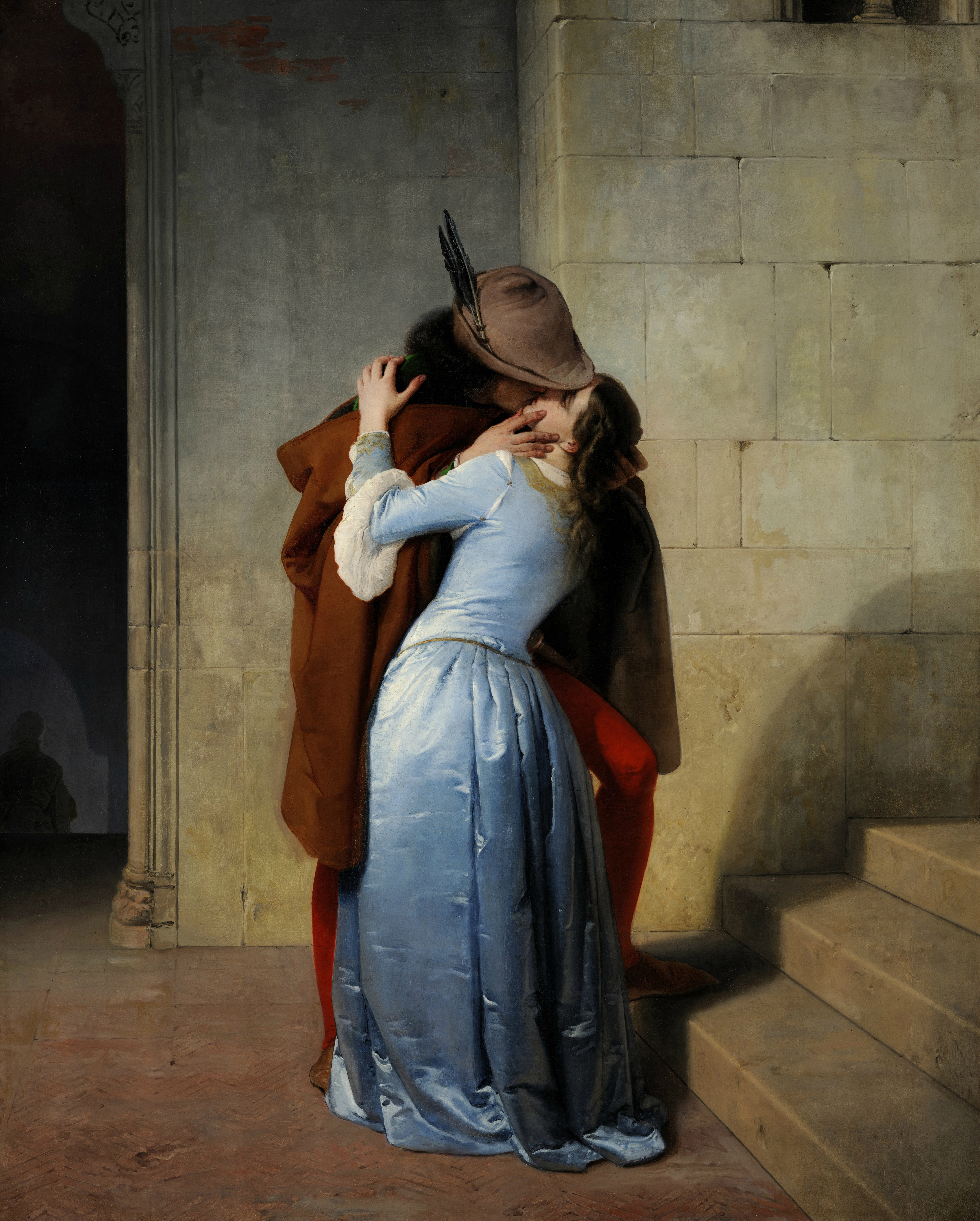
Francesco Hayez, Il bacio (1859); olio su tela, 112×88 cm

#### Il successo dei grandi temi romantici

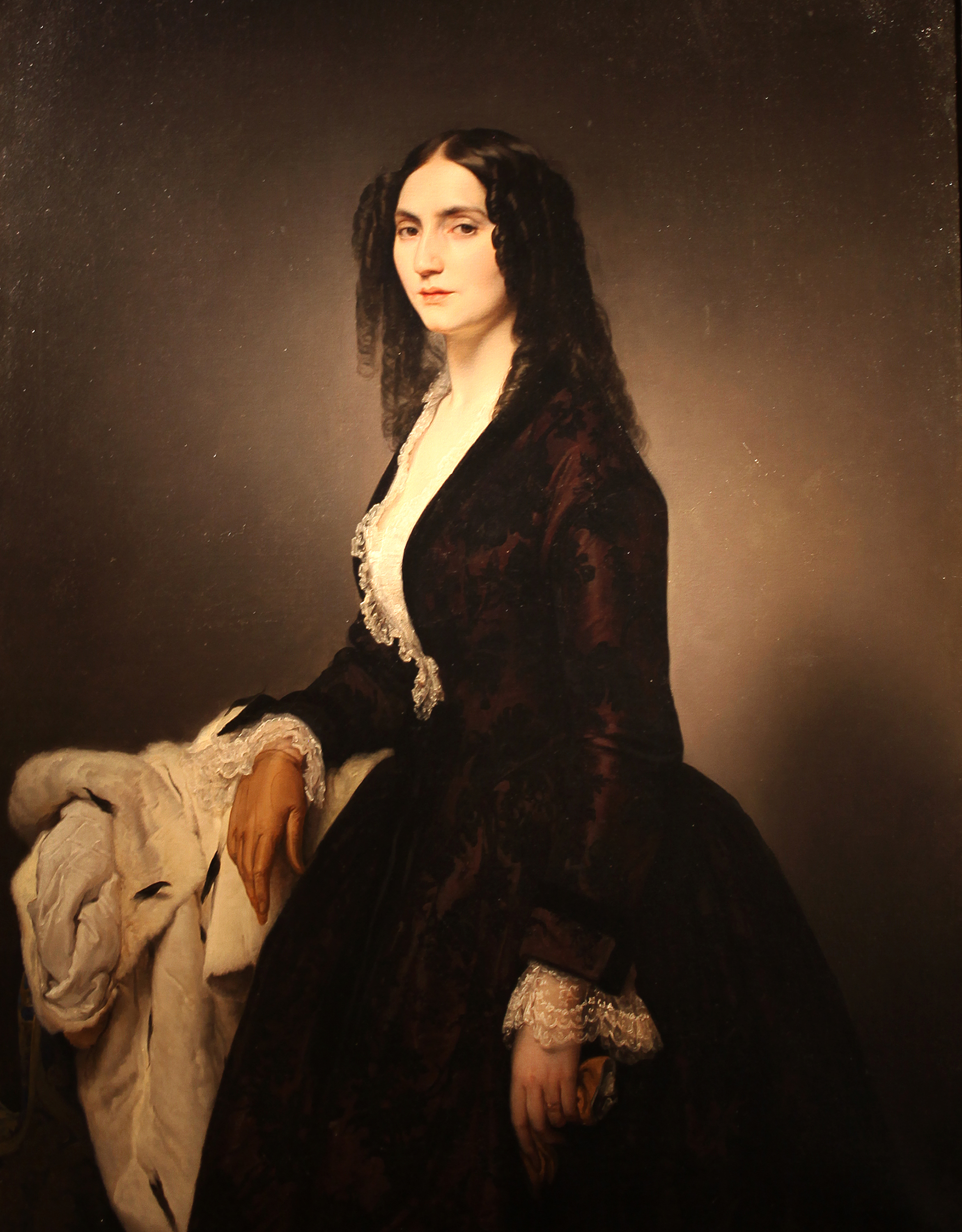
Ritratto di Matilde Juva Branca (1851)

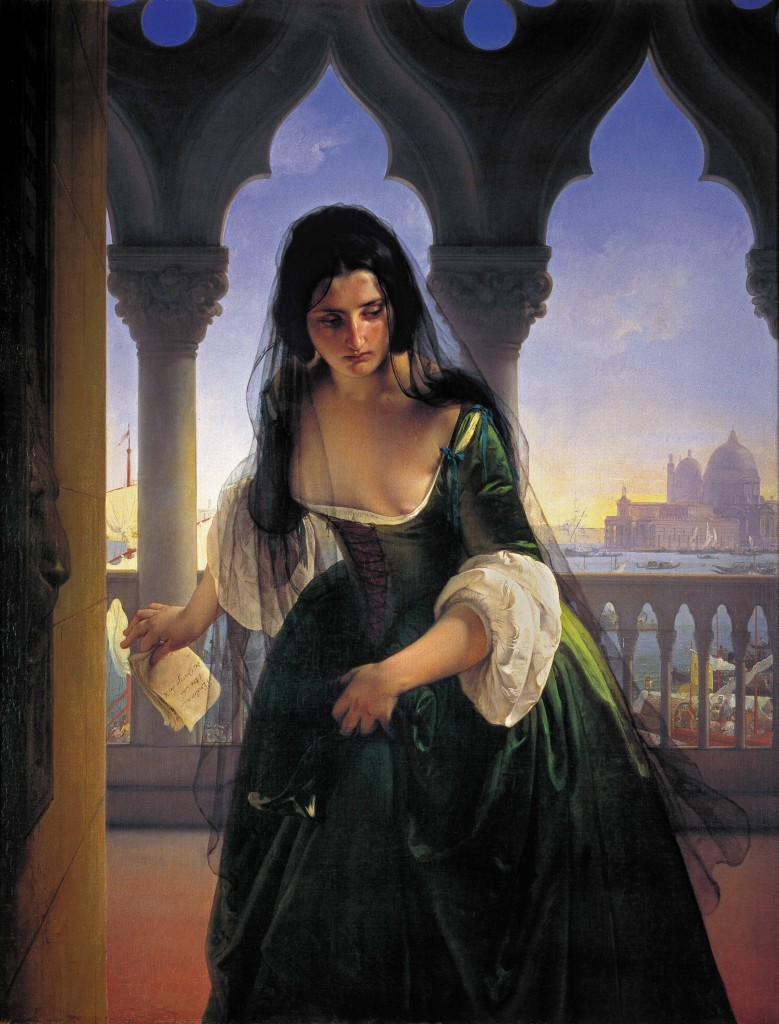
Accusa segreta (1847- 1848) Pavia, Pinacoteca Malaspina

Terminata l'impresa decorativa del Salone delle Cariatidi, Hayez inaugurò una fase più matura della propria pittura storica, che ricolmò di suggestioni risorgimentali, a simbolo di un linguaggio pittorico della nazione italiana che, già prima del proclama ufficiale, si vedeva coesa nella propria identità culturale, forte della tradizione del melodramma e della produzione di Alessandro Manzoni. L'inizio di questo cammino - come affermò lo stesso Hayez - fu sancito con la stesura dell'Incontro di Giacobbe ed Esaù (1844) e della monumentale tela raffigurante La sete dei crociati sotto Gerusalemme. La gestazione di quest'ultimo dipinto, iniziatasi nel 1835 di propria iniziativa e infine rilevata nel 1838 dal re di Sardegna Carlo Alberto, richiese quasi venti anni, tanto che venne inviata a Torino solo nel 1849, per poi venire allocata nella Sala delle Guardie del Corpo al Palazzo Reale, dove è tuttora esposta. Nonostante la critica torinese avesse accolto freddamente la sua opera, il nuovo re Vittorio Emanuele II la accolse con grandissimo plauso, tanto che insignì l'Hayez dell'Ordine dei Santi Maurizio e Lazzaro. Nel periodo che richiese la stesura della Sete dei crociati, l'artista realizzò diversi ritratti: significativi quelli ritraenti Alessandro Manzoni (1841: qui la voce), Ritratto di Matilde Juva Branca e Gian Giacomo Poldi Pezzoli. Del 1848 è Accusa segreta, primo dipinto appartenente al cosiddetto Trittico della Vendetta, in cui il pittore abbandona le tematiche a lui molto care delle storie medioevali e dei fatti storici realmente accaduti per accostarsi al tema tardo-romantico della delazione per motivi amorosi.
Si succedettero così, a un ritmo sempre crescente, commissioni prestigiose, incarichi accademici e riconoscimenti ufficiali. Il 18 agosto 1850 divenne titolare della cattedra di pittura all'Accademia braidense, rimasta vacante in seguito alla morte di Luigi Sabatelli, del quale era già stato supplente; nel maggio del 1852 gli fu invece conferito l'Ordine della Croce di Ferro dall'imperatore Francesco Giuseppe. Nel 1860 fu nominato professore onorario dell'Accademia di belle arti di Bologna, e nello stesso anno assunse la presidenza di quella di Milano, in rappresentanza dell'amico Massimo d'Azeglio. Molto numerosa è anche la produzione artistica legata a questo periodo, che ha visto l'esecuzione del Martirio di San Bartolomeo, realizzato nel 1856 per la chiesa parrocchiale di Castenedolo, e del Bacio, celeberrima opera alla quale il nome dell'Hayez è indissolubilmente legato. Dipinto su commissione del conte Alfonso Maria Visconti di Saliceto e presentato a Milano il 9 settembre 1859, Il bacio raffigura una coppia di due giovani amanti pienamente abbandonati in un intensissimo bacio, che il magistero hayeziano ricolma di ideali patriottici risorgimentali, che ne favorirono il brillante successo; del dipinto, infatti, ne esistono altre tre copie, ciascuna caratterizzata da differenti scelte di colori.

### Ultimi anni

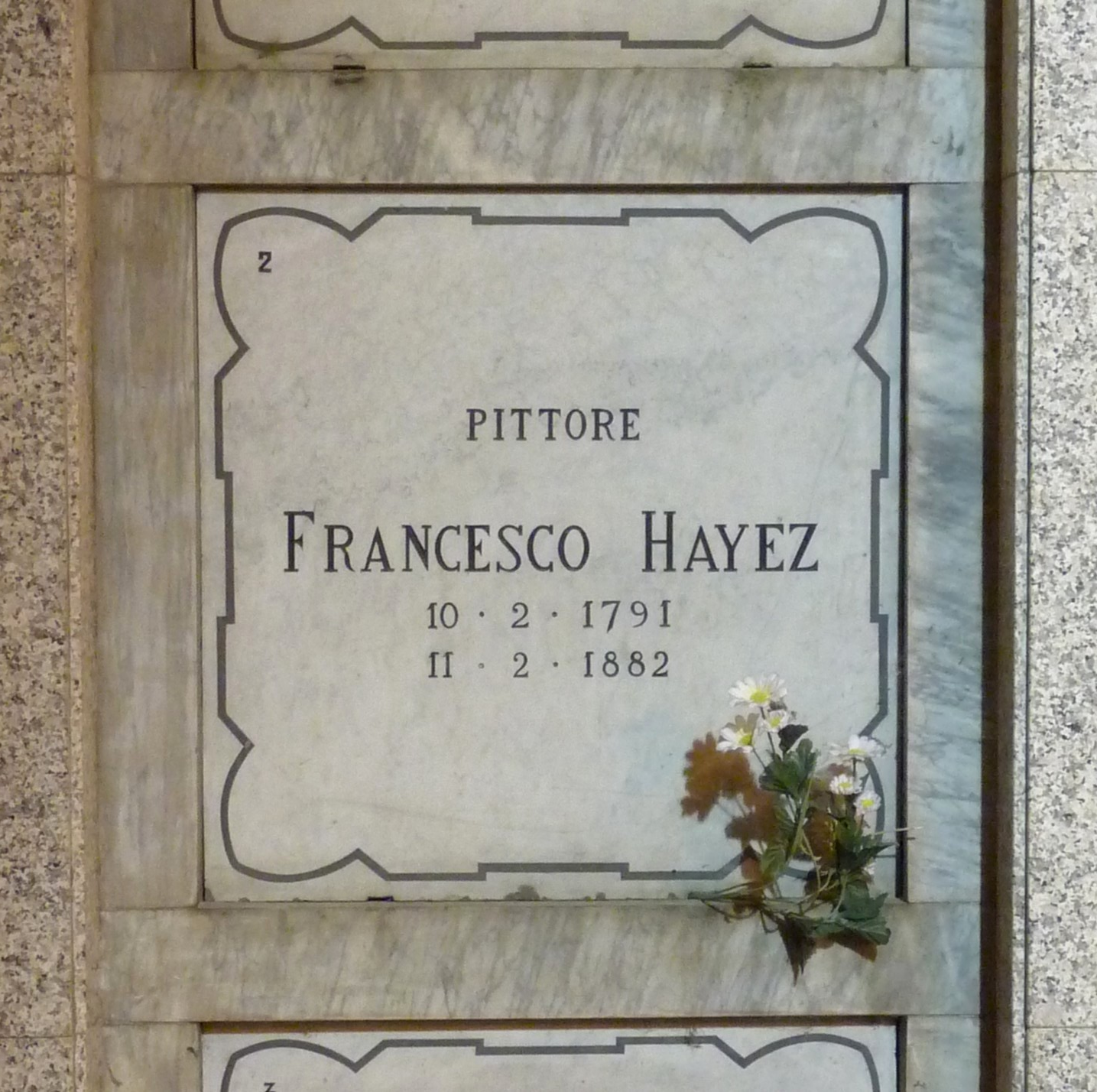
Il sepolcro di Francesco Hayez al Cimitero Monumentale di Milano

Nel 1861 Hayez decise di lasciare lo studio a Brera e di fare dono del proprio corredo artistico all'Accademia. Sempre in questi anni realizzò due monumentali dipinti, La distruzione del tempio di Gerusalemme e il Marin Faliero, che destinò come testamento artistico a quell'Accademia veneziana che lo vide inizialmente formarsi. L'anziana età, tuttavia, incominciò a fiaccare le energie creative del pittore, tanto che anche nella ritrattistica decise di dedicarsi a opere di minor mole: ciò malgrado, realizzò ugualmente dei ritratti destinati a divenire celebri, come quello postumo di Gioacchino Rossini (1870) o, ancora, quello ritraente Massimo d'Azeglio (1864).
La tranquillità di questi anni si interruppe nel 1869 con la morte della moglie Vincenza. In seguito a questo grave lutto, Hayez trascorse gli ultimi anni della sua vita al fianco di Angiolina Rossi Hayez, figlia adottata dall'artista nel 1873.
Hayez infine morì a Milano, il 12 febbraio 1882, all'età di 91 anni, sinceramente pianto dai suoi contemporanei; le sue spoglie, con grande accompagnamento, furono portate al Cimitero Monumentale di Milano, e tumulate in un colombario nella Cripta del Famedio, luogo del medesimo cimitero destinato a ospitare personalità illustri; recentemente, i suoi resti sono stati riuniti in un grande loculo-ossario nella medesima Cripta.

### Onoranze postume
Il 10 febbraio 1890, ottavo anniversario della morte e approssimativamente data del centenario della nascita, l'Hayez venne onorato dai membri dell'Accademia di Brera con l'inaugurazione di un monumento in bronzo opera dello scultore Francesco Barzaghi che fu scoperto in piazzetta Brera dove ancora si trova.
La presentazione della statua si tenne al termine di una lunga cerimonia in cui vennero onorati alcuni dei più noti professori dell'Accademia: il pittore scapigliato Tranquillo Cremona, morto prematuramente nel 1878; il pittore e già presidente dell'Accademia Luigi Bisi, morto nel 1886, il critico d'arte Giuseppe Mongeri, anch'egli successore dell'Hayez alla presidenza e morto nel 1888, e l'Ispettore economo dell'Accademia conte Francesco Sebregondi.
Al termine della cerimonia un lungo discorso tenuto dal marchese senatore Emilio Visconti Venosta, Presidente della Regia Accademia di Belle Arti, al cospetto delle più alte personalità dell'amministrazione di Milano. Il testo del discorso fu poi pubblicato negli Atti dell'imperial regia Accademia di belle arti in Milano.
Alle cerimonia di inaugurazione del monumento erano presenti, fra gli altri: la figlia adottiva Angiolina, donatrice delle opere dell'Hayez che corredavano lo studio del pittore presso l'Accademia; la ticinese Giuseppina Morosini Negroni Prati alla quale Hayez aveva dettato le proprie memorie; l'intimo amico del pittore Cesare Cantù, il conte Emilio Barbiano di Belgiojoso e il sindaco di Milano Gaetano Negri.

## Stile
Francesco Hayez è stato il massimo e più accreditato esponente del Romanticismo in Italia. La maturazione di quest'indirizzo culturale non trovò affatto terreno fertile in territorio italico, dove era soffocato sia dai controlli e dagli interventi di censura predisposti dai Borbone, dagli Asburgo e dallo Stato Pontificio, sia da una mancanza di energia e di carica innovativa; questa sostanziale inerzia artistica pose l'Italia in netto contrasto con il resto dell'Europa, che vide l'affermarsi di figure quali Friedrich, Turner, Goya e Delacroix.
In tal senso, la pittura di Hayez è particolarmente emblematica. Accostandosi al repertorio mitologico e storico, lo stile di Hayez è molto vicino alla sensibilità romantica, che egli però reinterpreta alla luce di una temperie spiccatamente classicheggiante e accademica. Questa equidistanza fra il classicismo e il romanticismo, le due posizioni dicotomiche di quella veemente diatriba che segnò l'Ottocento, ebbe un ruolo decisivo per la fortuna della produzione hayeziana, che in questo modo esercitò un'autorevole influenza sulla pittura ottocentesca e sul gusto estetico italiano. Quest'ultimo, a differenza del modello d'Oltralpe, risultava infatti ancora sottoposto alle limitazioni assoggettate dall'adesione al repertorio mitologico e al canone classico; nella sua prima maturità, Hayez riflette questo gusto, risentendo delle influenze esercitate da Canova e Raffaello Sanzio. Lo stesso non si può dire per i soggetti: all'ambientazione storica (efficacissima formula espressiva) Hayez sottese l'idea dell'Italia unita, in una cornice di propaganda capillare che coinvolse anche il melodramma, all'epoca molto popolare, e la musica di Giuseppe Verdi.
Le primissime opere dell'Hayez sono caratterizzate da un gusto moderato e da uno stile limpido, il quale si risolve nei felici cromatismi adottati che - grazie ad accattivanti giochi di colore - si fondono con il resto degli elementi del dipinto in un sobrio equilibrio visivo. Come già accennato, tra l'altro, le scelte cromatiche dell'Hayez erano spesso dei veri e propri veicoli allegorici, con i quali egli poté provvedere alla diffusione quasi subliminale degli ideali risorgimentali; spesso nelle sue opere sono presenti allusioni al Tricolore italiano da scelte cromatiche o, più genericamente a elementi risorgimentali.
Oltre che per i brani di soggetto storico, l'Hayez si distinse anche per una cospicua produzione di ritratti, dove raggiunse i risultati espressivi più alti. A esser raffigurati nelle sue tele sono gli esponenti di maggiore spicco del Risorgimento: particolarmente significativi, sotto questo profilo, sono il ritratto della principessa Cristina Trivulzio di Belgiojoso, denso di significati politici, e il Ritratto del Conte Arese in carcere, dove l'illustre patriota è raffigurato rinchiuso nella fortezza dello Spielberg.
Altra peculiarità dello stile pittorico di Hayez è il suo audace realismo: l'artista, infatti, andava in direzione di un'efficace trasposizione del vero, che si manifestava soprattutto nei diversi nudi femminili, che non di rado suscitarono scandalo in quanto giudicati privi di armonia e volutamente volgari, rei di trascurare le esigenze del decoro e delle auree proporzioni. In questo filone si inscrive felicemente la Venere che scherza con due colombe, impersonata dalla ballerina Carlotta Chabert.
Ma è lo stesso Hayez a definire il proprio stile pittorico, in un'acuta introspezione che rivolse a tutti quei giovani aspiranti artisti, cui consigliò:

## Influenza culturale

### Stendhal, Mazzini e Defendente Sacchi
Giuseppe Mazzini, l'ideologo dell'epopea risorgimentale, in un pungentissimo saggio poi edito con il titolo La pittura moderna italiana fu categorico nell'affermare che l'Italia era vista dagli osservatori d'Oltralpe come una «terra dei morti», un paese afflitto da secolari torpori. Un simile destino sarebbe toccata alla pittura nazionale, soffocata dai rigidi principi dell'età neoclassica, se non fosse stato per il «genio democratico» di Hayez, «un grande pittore idealista italiano del secolo XIX», il «capo della scuola di Pittura Storica, che il pensiero Nazionale reclamava in Italia», «l'artista più inoltrato che noi conosciamo nel sentimento dell'Ideale che è chiamato a governare tutti i lavori dell'Epoca». Mazzini, quindi, ribadì l'originalità di Hayez, asserendo che «la sua ispirazione emana direttamente dal Genio» e rivendicando il suo ruolo quale maggior interprete del Romanticismo.
Già Stendhal, in una lettera del 1828 indirizzata all'amico Alphonse Gonsollin, riconobbe il primato di Hayez, ritenuto dallo scrittore francese uno dei pochi artisti italiani a esser stato in grado di interpretare il maestoso teatro degli ideali romantici:

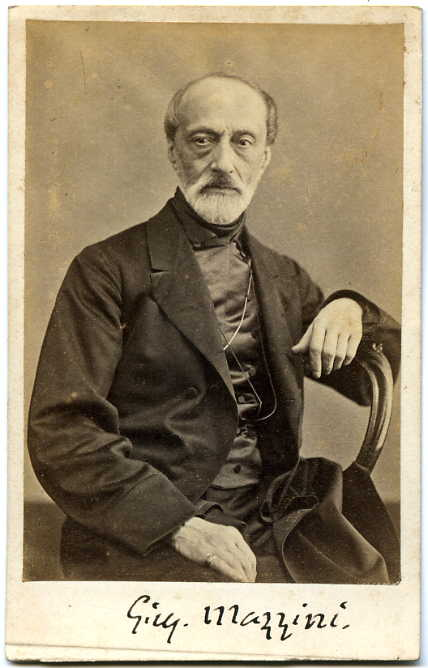
Giuseppe Mazzini, uno dei maggiori fautori della notevole fortuna dell'Hayez

Analogamente, l'esule Mazzini lodò altamente il respiro europeo della produzione di Hayez, che egli considera un portavoce universale, quasi una figura profetica:
La critica militante di Mazzini ebbe un ruolo decisivo per la notevole fortuna dell'Hayez, che fu già ammirato e amato dal pavese Defendente Sacchi, che scrisse in favore dell'artista degli infuocati articoli su alcuni periodici popolari. Uno dei testi di Sacchi deve esser stato sicuramente letto dal Mazzini che, pur non avendolo mai visitato, riusciva comunque a evocare la semplicità dell'atelier di Hayez, brulicante di oggetti:
Nel 1881 ci viene confermata l'influenza culturale dell'artista (ancora in vita per poco), quando venne pubblicato il romanzo Malombra di Antonio Fogazzaro: nell'opera viene infatti descritta la residenza di un protagonista, nella cui camera da letto è appeso un ritratto femminile realizzato proprio da Hayez.

### XX e XXI secolo
All'inizio del Novecento la parabola hayeziana scemò progressivamente, soprattutto a causa della «sfortuna dell'accademia» di cui godeva nella storiografia artistica di quel periodo: quest'oblio, parzialmente riscattato nel periodo interbellico, quando si affacciò timidamente alla ribalta internazionale delle Biennali di Venezia, perdurò fino al termine della seconda guerra mondiale.
Il culto dell'Hayez si ravvivò infatti solo a partire dal secondo dopoguerra, grazie alla riabilitazione della cultura accademica che cominciò finalmente a divulgarsi mediante le grandi mostre internazionali: in primo luogo, fondamentale fu il ruolo svolto dalla grande mostra antologica dedicata all'artista del 1983, allestita in vari poli museali milanesi, in occasione del centenario della morte. L'inaugurazione di quest'esibizione diede sfogo alla vena interpretativa dei critici italiani del tempo, che in questo modo ebbero l'opportunità di riscoprire un artista straordinariamente eclettico, che, incarnando lo spirito della sua epoca, lo portò alle maggiori forme di espressione nei più disparati campi della pittura, dai temi religiosi, biblici e orientalisti ai nudi femminili e i ritratti. L'unico detrattore di Hayez di questi anni fu Giulio Carlo Argan, che nella sua Arte moderna (1970) sostenne la necessità di prendere come modello d'imitazione artistica Antonio Canova, scartando la produzione hayeziana per i suoi toni troppo melodrammatici.
Alla figura di Hayez sono state dedicate numerose rassegne: quella meno ricca del quadriennio 1996-1999, tenutasi presso il palazzo Zabarella di Padova; Hayez nella Milano di Manzoni e Verdi, allestita in occasione del 150º anniversario dell'Unità d'Italia, e infine la grande mostra monografica tenutasi presso le Gallerie d'Italia - Milano dal 6 novembre 2015 al 21 febbraio 2016, Hayez, tesa a illustrare la carriera e le opere dell'artista, con un inedito accostamento delle diverse redazioni del Bacio.
Grazie alla diffusione dei mezzi di comunicazione di massa, inoltre, la figura di Hayez è stata diffusa al di fuori degli ambienti più strettamente artistici, approdando anche nel cinema e assurgendo a vero e proprio riferimento iconografico. Mario Soldati inserisce il ritratto della moglie di Manzoni su una parete del palazzo del conte d'Ormengo nel film Malombra; la citazione più famosa, tuttavia, si trova in Senso, ove il regista Visconti effettua un calco cinematografico del Bacio nella scena finale alla Villa di Aldeno. Altri riferimenti al pittore si rinvengono nei Promessi sposi cameriniani, in Noi credevamo di Mario Martone, dove vanno in scena le angosce e le aspirazioni dell'età risorgimentale, nello spettacolo d'autore della Waterloo di Bondarčuk e nel Romeo e Giuletta zeffirelliano, pregno di un sensualismo squisitamente romantico.

## L'uomoHayez
Giuseppe Mazzini, infine, offre un ritratto caratteriale assai dettagliato dell'artista, delineandone anche i principali tratti fisiognomici:

## Opere
Di seguito si riporta un elenco parziale di opere realizzate da Francesco Hayez:
| titolo                                                                         | data                 | dimensioni (centimetri) | collocazione                                               | immagine |
| ------------------------------------------------------------------------------ | -------------------- | ----------------------- | ---------------------------------------------------------- | --- |
| Gli abitanti di Parga che abbandonano la loro patria                           | 1800-1849            | 290x200                 | Musei Civici, Brescia                                      | Francesco_Hayez_-_The_Refugees_of_Parga_-_WGA11213                                                                         |
| Riconciliazione di Esaù con Giacobbe                                           | 1800-1849            | 298x210                 | Musei Civici, Brescia                                      | FRANCESCO_HAYEZ_-_Incontro_di_Giobbe_ed_Esaù_(1844)                                                                        |
| Ritratto del padre Angelo Maria Pezzoli                                        | 1809                 | 61x55                   | Gallerie dell’Accademia di Venezia                         | Hayez,_Ritratto_del_Padre_Angelo_Maria_Pezzoli                                                                             |
| Laocoonte e i figli strangolati da due serpenti                                | 1812                 | 175x246                 | Accademia di belle arti di Brera, Milano                   | laocoonte e i figli strangolati da 2 serpenti                                                                              |
| Aristide                                                                       | 1812                 | 163x126                 | Gallerie dell’Accademia, Venezia                           | (Venice)_Aristide_-_Francesco_Hayez_-_gallerie_Accademia_Venice                                                            |
| Rinaldo e Armida                                                               | 1812-1813            | 197,5x296,5             | Gallerie dell’Accademia, Venezia                           | Hayez_-_Rinaldo_and_Armida,_1812–1813,_760                                                                                 |
| Solone                                                                         | 1812-1813            | 117x88                  | Gallerie dell’Accademia, Venezia                           | (Venice)_Solone_-_Francesco_Hayez_-_gallerie_Accademia_Venice                                                              |
| Atleta trionfante                                                              | 1813                 | 225x152                 | Accademia di San Luca, Roma                                | Hayez,_Atleta_trionfante,_1813                                                                                             |
| La morte di Abradate                                                           | 1813                 | 74x95                   | Gallerie d’Italia, Milano                                  | Hayez,_La_morte_di_Abradate,_1813                                                                                          |
| Cupido                                                                         | 1813-1818            | 58x72                   | Accademia di belle arti di Brera, Milano                   | Hayez_-_Cupido,_4t010-00096,_Accademia_di_Belle_Arti_di_Brera                                                              |
| Ulisse alla corte di Alcinoo                                                   | 1814-1816            | 55x90                   | Accademia di San Luca, Roma                                | Hayez,_Ulisse_alla_corte_di_Alcinoo_(1814-16)                                                                              |
| Pietro Rossi prigioniero degli Scaligeri                                       | 1818-1820            | 131x157,5               | Pinacoteca di Brera, Milano                                | Pietro_Rossi_prigioniero_degli_Scaligeri                                                                                   |
| Ritratto di Francesco Roberti                                                  | 1819                 | 38x30                   | Museo Civico di Bassano, Bassano del Grappa                | Hayez,_Ritratto_di_Francesco_Roberti,_1819                                                                                 |
| Testa di ragazzo                                                               | 1820-1830            | 26x32                   | Accademia di belle arti di Brera, Milano                   | Hayez,_Testa_di_ragazzo,_1820_post_-_1830_ante                                                                             |
| Ritratto di Carlo Calvi                                                        | post 1820            | 124,5x221               | Ca' Granda, Milano                                         | Hayez_-_Ritratto_di_Carlo_Calvi,_3n120-00116,_Provincia_di_Milano                                                          |
| Ritratto di Tommaso Grossi                                                     | 1820-1821            | 26,5x23                 | Accademia di belle arti di Brera, Milano                   | Hayez_-_Ritratto_di_Tommaso_Grossi,_4t020-00028,_Accademia_di_Belle_Arti_di_Brera                                          |
| Ritratto di gruppo della famiglia Borri Stampa                                 | 1822-1823            | 125x128                 | Accademia di belle arti di Brera, Milano                   | Hayez,_Ritratto_di_gruppo_della_famiglia_Borri_Stampa,_1822_circa_-_1823_circa                                             |
| Ritratto di Giovanni Battista Birago                                           | 1822-1823            | 115x193                 | Ca' Granda, Milano                                         | Hayez_-_Ritratto_di_Giovanni_Battista_Birago,_3n120-00121,_Provincia_di_Milano                                             |
| L'ultimo bacio di Giulietta e Romeo                                            | 1823                 | 201x219                 | Museo Villa Carlotta, Tremezzo (CO)                        | L'ultimo_bacio_di_Giulietta_e_Romeo                                                                                        |
| Ritratto di Carlo Della Bianca                                                 | circa 1823           | 54x37                   | Pinacoteca di Brera, Milano                                | Hayez,_Ritratto_di_Carlo_Della_Bianca,_1823_circa                                                                          |
| Ritratto di Pietro Francesco Visconti Borromeo                                 | circa 1823-1824      | 125x205                 | Ca' Granda, Milano                                         | Hayez_-_Ritratto_di_Pietro_Francesco_Visconti_Borromeo,_3n120-00122,_Provincia_di_Milano                                   |
| Autoritratto in un gruppo di amici                                             | 1824 o 1827          | 32,5x29,5               | Museo Poldi Pezzoli, Milano                                | Francesco_hayez,_autoritratto_in_un_gruppo_di_amici,_1824_ca._01                                                           |
| Crocifisso con la Maddalena                                                    | 1825                 | 220x103,7               | Museo diocesiano Carlo Maria Martini, Milano               | Hayez,_Crocifisso_con_la_Maddalena,_1827                                                                                   |
| Ritratto del conte Ninni                                                       | 1825                 | /                       | collezione privata                                         | |
| Ritratto di Carolina Zucchi (la malata)                                        | 1825                 | 60,1x49,4               | GAM Torino                                                 | Francesco_Hayez_-_Carolina_Zucchi_-_WGA11212                                                                               |
| La congiura dei Lampugnani                                                     | 1826-1828            | 117x149                 | Accademia di belle arti di Brera, Milano                   | Hayez,_La_congiura_dei_Lampugnani_0,_1826_circa_-_1829_circa                                                               |
| Ritratto del Conte Arese in carcere                                            | 1828                 | 151x116                 | Galleria d’arte moderna, Firenze                           | Ritratto_del_conte_colonnello_Francesco_Teodoro_Arese_Lucini_in_carcere                                                    |
| Ritratto di Federica Cristina Mylius Schauss                                   | 1828-1829            | 58x74                   | Villa Vigoni, Menaggio (CO)                                | Hayez_-_Ritratto_di_Federica_Cristina_Mylius_Schauss,_4t020-00366,_Menaggio,_(CO)                                          |
| Venere che scherza con due colombe                                             | 1830                 | 183x137                 | Museo di arte moderna e contemporanea di Trento e Rovereto | Venere_che_scherza_con_due_colombe-Francesco_Hayez                                                                         |
| Ritratto di Giovanni David sulla scena del melodramma “Gli arabi nelle Gallie” | 1830                 | 164x224                 | Accademia di belle arti di Brera, Milano                   | Hayez,_Ritratto_di_Giovanni_David_sulla_scena_del_melodramma_’Gli_arabi_nelle_Gallie’,_1830                                |
| Testa del pittore Carlo de Notaris                                             | 1830-1840            | 32x36                   | Accademia di belle arti di Brera, Milano                   | Hayez_-_Testa_del_pittore_Carlo_de_Notaris,_4t020-00032,_Accademia_di_Belle_Arti_di_Brera                                  |
| testa femminile                                                                | post 1830- ante 1850 | 27x33                   | Accademia di belle arti di Brera, Milano                   | Hayez_-_Testa_femminile,_4t010-00097,_Accademia_di_Belle_Arti_di_Brera                                                     |
| La Maddalena                                                                   | 1830-1831            | 49x59                   | /                                                          | Hayez_-_La_Maddalena,_L0080-00021,_Pinacoteca_Ambrosiana                                                                   |
| Bagno di ninfe                                                                 | 1831                 | 92x119                  | collezione privata                                         | Francesco_Hayez_002 |
| Autoritratto con leone e tigre in gabbia                                       | circa 1831           | 51x43                   | Museo Poldi Pezzoli, Milano                                | Hayez,_Autoritratto_con_tigre_e_leone,_1831                                                                                |
| Ritratto di Luigia Vitali Mylius Vigoni                                        | 1832                 | 100x131                 | Villa Vigoni, Menaggio (CO)                                | Hayez_-_Ritratto_di_Luigia_Vitali_Mylius_Vigoni,_4t020-00368,_Menaggio,_(CO)                                               |
| Ritratto di Cristina di Belgiojoso-Trivulzio                                   | 1832                 | /                       | collezione privata                                         | Francesco_Hayez_-_Cristina_Trivulzio_Belgiojoso                                                                            |
| Bagnante (1^ versione)                                                         | 1832                 | 56x62                   | Accademia Carrara, Bergamo                                 | Hayez_-_Bagnante_in_un_paesaggio,_1832_circa,_58AC00540                                                                    |
| Valenza Gradenigo sviene davanti all'inquisitore suo padre (1^ versione)       | 1832                 | 59x40                   | Museo Villa Carlotta, Tremezzo (CO)                        | Hayez,_Valenza_Gradenigo_al_cospetto_dell'inquisitore_suo_padre_(1832)                                                     |
| Ritratto di Teresa Zumali Marisili col figlio Giuseppe                         | circa 1833           | 129x105                 | Gallerie d’Italia, Milano                                  | Hayez_-_(esecutore)_-_Ritratto_di_Teresa_Zumali_Marisili_col_figlio_Giuseppe,_T0010-00209,_Lodi_(LO),_Museo_civico         |
| La Maddalena                                                                   | 1833                 | 151x118                 | Galleria d’arte moderna, Milano                            | Francesco_Hayez_006 |
| La Maddalena Penitente                                                         | 1833                 | 121x150                 | Accademia di belle arti di Brera, Milano                   | La-maddalena-penitente-960x740                                                                                             |
| Valenza Gradenigo davanti agli inquisitori (2^ versione)                       | 1835                 | 157x235                 | Gallerie d’Italia, Milano                                  | Hayez,_Valenza_Gradenigo_davanti_agli_inquisitori_(1835)                                                                   |
| papa Urbano II sulla piazza di Clemont predica la prima crociata               | 1835                 | 157x235                 | Gallerie d’Italia, Milano                                  | Hayez,_Papa_Urbano_II_sulla_piazza_di_Clermont_predica_la_prima_crociata,_1835                                             |
| Ritratto di Giulia Moroni Resta                                                | 1838                 | 98x110                  | palazzo Moroni, Bergamo                                    | |
| Ritratto della marchesa Maria Oleavano Confalonieri                            | circa 1838           | 98x110                  | palazzo Moroni, Bergamo                                    | |
| Crociati che placano la sete/La sete dei crociati sotto Gerusalemme            | 1838-1849            | 363x589                 | Musei reali, Torino                                        | La_sed_sufrida_por_los_primeros_cruzados_en_Jerusalén,_por_Francesco_Hayez                                                 |
| S. Michele arcangelo che scaccia Lucifero dal paradiso                         | 1838-1839            | /                       | Pieve di Sant'Andrea, Iseo (BS)                            | Hayez,_San_Michele_arcangelo,_1838                                                                                         |
| L'ultimo abboccamento di Jacopo Foscari con la propria famiglia(1^ versione)   | circa 1838-1840      | 165x233                 | Gallerie d’Italia, Milano                                  | Francesco_Hayez_I_due_Foscari,_1838-1840.                                                                                  |
| Odalisca                                                                       | 1839                 | 80x64                   | Pinacoteca di Brera, Milano                                | Hayez,_Odalisca,_1839 |
| Malinconia                                                                     | 1840-1841            | 138x101                 | Pinacoteca di Brera, Milano                                | Francesco_Hayez_025 |
| Madonna con bambino e devota                                                   | 1840-1860            | 67x93                   | Musei Civici, Brescia                                      | Hayez,_Madonna_con_Bambino_e_devota,_1840_post_-_1860_ante                                                                 |
| Ritratto di Alessandro Manzoni                                                 | 1841                 | 120x92,5                | Pinacoteca di Brera, Milano                                | Ritratto_di_Alessandro_Manzoni_by_Francesco_Hayez                                                                          |
| Betsabea al bagno                                                              | 1841-1842            | 107x77                  | Accademia di belle arti di Brera, Milano                   | Betsabea_al_bagno |
| Sansone ed il leone atterrato                                                  | 1842                 | /                       | Gallerie degli Uffizi, Firenze                             | Francesco_Hayez_056 |
| Ritratto del nobile Giulio Vigoni bambino                                      | 1842                 | 105,5x82,5              | Villa Vigoni, Menaggio (CO)                                | Hayez_-_Ritratto_del_nobile_Giulio_Vigoni_bambino,_4t010-00001,_Menaggio,_(CO)                                             |
| Il doge Gritti                                                                 | 1842                 | 75x100                  | Accademia di belle arti di Brera, Milano                   | Hayez,_Il_doge_Gritti,_1842                                                                                                |
| Caterina Cornaro riceve l’annuncio della sua deposizione dal Regno di Cipro    | 1842                 | 151x121                 | Accademia Carrara, Bergamo                                 | Hayez_-_Giorgio_Cornaro_inviato_a_Cipro_dalla_Repubblica_Veneta_fa_conoscere_alla_regina_Caterina_Cornaro,_1842,_58AC00704 |
| L'Addolorata                                                                   | 1842                 | 180x117                 | MAG Museo Alto Garda, Rocca di Riva (TN)                   | Francesco_Hayez,_L'addolorata,_1842,_olio_su_tela,_MAG                                                                     |
| Pensiero malinconico                                                           | 1842                 | /                       | /                                                          | Pensiero-malinconico-Francesco-Hayez                                                                                       |
| Valenza Gradenigo davanti agli inquisitori (3^ versione)                       | 1842-1845            | /                       | /                                                          | Hayez,_Valenza_Gradenigo_davanti_agli_inquisitori_(1843-1845_circa)                                                        |
| II doge Francesco Foscari destituito                                           | 1844                 | 220x305                 | Pinacoteca di Brera, Milano                                | Hayez_-_Doge_Francesco_Foscari’s_Removal_(The_Two_Foscari),_1844,_6362                                                     |
| ritratto di Clara Maffei                                                       | 1845                 | /                       | MAG Museo Alto Garda, Rocca di Riva (TN)                   | Hayez_-_Ritratto_della_contessa_Clara_Maffei                                                                               |
| I vespri siciliani                                                             | 1846                 | 225x308                 | Galleria nazionale d’arte moderna e contemporanea, Roma    | I_vespri_siciliani_by_Hayez                                                                                                |
| Tamar di Giuda                                                                 | post 1847            | 84,5x112                | Varese                                                     | Hayez,_Tamar_di_Giuda,_1847                                                                                                |
| Accusa segreta                                                                 | 1847-1848            | 120x153; 172x20x201     | Museo civico, Pavia                                        | Hayez,_Accusa_segreta_(1847-1848)                                                                                          |
| Autoritratto a 57 anni                                                         | 1848                 | 124x94                  | Pinacoteca di Brera, Milano                                | Autoritratto_a_57_anni_by_Francesco_Hayez                                                                                  |
| Rebecca al pozzo                                                               | 1848                 | 84x110                  | Accademia di belle arti di Brera, Milano                   | Hayez,_Rebecca_al_pozzo,_1848                                                                                              |
| Ritratto di Teresa Manzoni Stampa Borri                                        | 1849                 | 117x92                  | Pinacoteca di Brera, Milano                                | Ritratto_di_Teresa_Manzoni_Stampa_Borri_by_Francesco_Hayez                                                                 |
| La Meditazione                                                                 | 1850                 | 92,5x71                 | GAM Achille Forti, Verona                                  | Hayez,_Fracesco_-_La_Meditazione_-_1851                                                                                    |
| Sant'Ambrogio ricusa l'entrata nel Tempio all'imperatore Teodosio              | circa 1850-1860      | 116,2x85                | Pinacoteca di Brera, Milano                                | Hayez,_Sant'Ambrogio_ricusa_l'entrata_nel_Tempio_all'imperatore_Teodosio,_1850_circa_-_1860_circa                          |
| Ritratto di Ambrogio Nava                                                      | ante 1851            | 75x90                   | Palazzo Marliani Cicogna, Busto Arsizio                    | Hayez_Ritratto_di_Ambrogio_Nava                                                                                            |
| Ritratto di Matilde Juva Branca                                                | 1851                 | 95x121                  | GAM, Milano                                                | Francesco_Hayez_(1791-1882)_Ritratto_di_Matilde_Juva_Branca_(1851)_Galleria_d'Arte_Moderna_di_Milano                       |
| La meditazione sulla storia d'Italia                                           | 1851                 | /                       | /                                                          | Francesco_Hayez_-_La_Meditazione_(1850)                                                                                    |
| Ritratto di Gian Giacomo Poldi Pezzoli                                         | 1851                 | 120x93,5                | museo Poldi Pezzoli, Milano                                | |
| Ritratto di Emilia Morosini Zeltner                                            | 1852                 | 79x98                   | pinacoteca Ambrosiana, Milano                              | Hayez_-_Ritratto_di_Emilia_Morosini_Zeltner,_1852                                                                          |
| l’ultimo abboccamento di Jacopo Foscari (2^ versione)                          | 1852-1854            |                         |                                                            | Hayez,_L'ultimo_abboccamento_di_Jacopo_Foscari_con_suo_padre_Francesco_Foscari,_1852_-_1854                                |
| Ritratto di Francesco Giuseppe I d’Austria                                     | 1852-1859            | 142x223                 | accademia di belle arti di Brera, Milano                   | Hayez_-_Ritratto_di_Francesco_Giuseppe_I_d'Austria,_4t010-00105,_Accademia_di_Belle_Arti_di_Brera                          |
| Ritratto di Antonio Rosmini                                                    | 1853                 | 92x119                  | GAM, Milano                                                | Hayez,_Ritratto_di_Antonio_Rosmini,_1853                                                                                   |
| Imelda de’ Lambertazzi                                                         | 1853                 | /                       | /                                                          | Mostra-novara-vecchia-milano-1.-Hayez-Imelda-de-Lambertazzi-olio-su-tela-122-x-126-cm                                      |
| Ritratto di Alessandro Negroni Prati                                           | 1853                 | 94x120                  | pinacoteca Ambrosiana, Milano                              | Hayez_-_Ritratto_di_Alessandro_Negroni_Prati_Morosini,_1853                                                                |
| Ruth                                                                           | 1853                 | 137x100                 | Pinacoteca nazionale di Bologna                            | Hayez_-_Ruth,_1853 |
| Ritratto di Giuseppina Negroni Prati Morosini                                  | circa 1853           | /                       | /                                                          | Hayez_-_Ritratto_di_Giuseppina_Negroni_Prati_Morosini,_1853                                                                |
| La vendetta di una rivale (le veneziane)                                       | 1853-1860            | 39x54                   | museo Villa Carlotta, Tremezzo                             | Hayez,_La_vendetta_di_una_rivale_(Le_veneziane),_1853_circa_-_1860_circa                                                   |
| Ritratto del conte Giovanni Battista Morosini                                  | 1854                 | 81x103                  | pinacoteca Ambrosiana, Milano                              | Hayez_-_Ritratto_del_conte_Giovanni_Battista_Morosini,_2d050-00103,_Galleria_d'Arte_Moderna                                |
| Ritratto della contessina Antonietta Negroni Prati Morosini                    | 1858                 | 133,5x110               | GAM, Milano                                                | Francesco_Hayez_-_Ritratto_della_contessina_Antonietta_Negroni_Prati_Morosini                                              |
| Riconciliazione di Ottone II con Adelaide di Borgogna sua madre                | 1858                 | 209x160                 | musei civici, Pavia                                        | Hayez_-_Riconciliazione_di_Ottone_II_con_Adelaide_di_Borgogna_sua_madre,_F0060-00026,_Musei_Civici_di_Pavia                |
| Bagnante                                                                       | 1859                 | 120x133,5               | accademia delle belle arti di Brera, Milano                | Hayez,_Bagnante_(1859) |
| I consoli milanesi lacerano e calpestano il decreto del Barbarossa             | 1859                 | 117x84                  | accademia delle belle arti di Brera, Milano                | Hayez,_I_consoli_milanesi_lacerano_e_calpestano_il_decreto_del_Barbarossa,_1859                                            |
| Il bacio (1^ versione)                                                         | 1859                 | 112x88                  | pinacoteca di Brera, Milano                                | El_Beso_(Pinacoteca_de_Brera,_Milán,_1859)                                                                                 |
| Testa di tigre                                                                 | 1860-1865            | 56,5x66                 | accademia di belle arti di Brera, Milano                   | Hayez_-_Testa_di_tigre,_4t020-00038,_Accademia_di_Belle_Arti_di_Brera                                                      |
| La distruzione del tempio di Gerusalemme                                       | 1860-1863            | 183x282                 | galleria dell’accademia di venezia                         | (Venice)_La_distruzione_del_tempio_di_Gerusalemme_-Francesco_Hayez_-_gallerie_Accademia_Venice                             |
| Il bacio (2^ versione)                                                         | 1861                 | /                       | collezione privata                                         | Bacio_1861 |
| Autoritratto a 71 anni,                                                        | 1862                 | 125,5x101,5             | galleria degli Uffizi, Firenze                             | Francesco_Hayez_057 |
| Ritratto di Massimo D’Azeglio                                                  | 1864                 | 119x93                  | pinacoteca di Brera, Milano                                | Hayez_-_Portrait_of_Massimo_d’Azeglio,_1864,_6337                                                                          |
| Ritratto a Camillo Benso conte di Cavour                                       | 1864                 | 79x65                   | Pinacoteca di Brera, Milano                                | Camillo_Benso_di_Cavour_1864_by_Francesco_Hayez_041                                                                        |
| Vittor Pisani liberato dal carcere e portato in trionfo                        | 1866-1867            | 170x100                 | accademia di Brera, Milano                                 | Hayez,_Vittor_Pisani_liberato_dal_carcere_e_portato_in_trionfo,_1867                                                       |
| Il bacio (3^ versione)                                                         | 1867                 | /                       | collezione privata                                         | Il_Bacio,_by_Francesco_Hayez                                                                                               |
| Gli ultimi momenti del doge Marin Faliero sulla scala detta del piombo         | 1867                 | 238x192                 | pinacoteca di Brera, Milano                                | Hayez_-_The_Final_Moments_of_Doge_Marin_Faliero_on_the_del_Piombo_Staircase,_1867,_806                                     |
| Ritratto della contessina Luigia Negroni Prati Morosini                        | 1867                 | /                       | collezione privata                                         | Hayez,_Ritratto_della_contessina_Luigia_Negroni_Prati_Morosini,_1867                                                       |
| Odalisca che legge                                                             | 1867                 | 75x92                   | museo villa Carlotta, Tremezzo                             | Francesco_Hayez_027 |
| Odalisca nel sonno                                                             | 1867                 | 75x93                   | accademia di Brera, Milano                                 | Francesco_Hayez_(1791-1882),_Odalisca_nel_sonno,_1867,_olio_su_tela,_cm_93_x_75,_Accademia_di_Brera                        |
| Ecce homo                                                                      | 1867-1875            | 128x210                 | galleria dell’accademia, Lovere                            | Hayez_-_Ecce_Homo,_1867-1875                                                                                               |
| Madonna                                                                        | 1869                 | 52x60                   | galleria dell’accademia, Lovere                            | Hayez_-_Madonna,_1869 |
| Ritratto di Gioacchino Rossini                                                 | 1870                 | 109x97                  | pinacoteca di Brera, Milano                                | Hayez_-_Portrait_of_Gioacchino_Rossini,_1870,_812                                                                          |
| Bianca Cappello abbandona la casa paterna                                      | circa 1870           | 144,5x200               | pinacoteca Tosio Martinengo, Brescia                       | Hayez,_Bianca_Capello_abbandona_la_casa_paterna,_1870_circa                                                                |
| Autoritratto come doge Gritti                                                  | circa 1870           | 41x44,8                 | musei civici di Pavia                                      | Hayez,_Autoritratto_come_doge_Gritti,_1870_circa                                                                           |
| Giulio Cesare in senato                                                        | circa 1870-1875      | 91,2x72                 | accademia di belle arti di Brera, Milano                   | Hayez,_Giulio_Cesare_in_Senato,_1870_circa_-_1875_circa                                                                    |
| Ritratto della contessa Antonietta Negroni Prati Morosini                      | 1871                 | 115x93,5                | GAM, Milano                                                | Francesco_Hayez_030 |
| Autoritratto                                                                   | 1872                 | 26,8x30                 | accademia di Brera, Milano                                 | Hayez,_Autoritratto_(1872)                                                                                                 |
| Ritratto di Fernando Ranci Ortica                                              | 1873                 | 65x53                   | museo Poldi Pezzoli, Milano                                | |
| Ritratto di Alessandro Manzoni                                                 | 1874                 | 120x92,5                | GAM, Milano                                                | Francesco_hayez,_ritratto_di_alessandor_manzoni,_1874,_gam_mi                                                              |
| Ritratto del conte Carlo Barbiano di Belgiojoso                                | 1874                 | 70x85,5                 | accademia di Brera, Milano                                 | Hayez_-_Ritratto_del_conte_Carlo_Barbiano_di_Belgiojoso,_4t010-00101,_Accademia_di_Belle_Arti_di_Brera                     |
| Ritratto di Angiolina Rossi Hayez                                              | 1875                 | 69x85                   | accademia di Brera, Milano                                 | Hayez_-_Ritratto_di_Angiolina_Rossi_Hayez,_4t020-00041,_Accademia_di_Belle_Arti_di_Brera                                   |
| Ritratto di Giovanni Battista Morosini                                         | 1875                 | 52x60                   | GAM, Milano                                                | |
| Testa di vecchio                                                               | 1875                 | 41,5x34,5               | museo Poldi Pezzoli, Milano                                | Hayez_-_Testa_di_vecchio,_1800_-_1882,_0280                                                                                |
| studio di testa                                                                | circa 1875-1880      | 32x36                   | accademia di Brera, Milano                                 | Hayez_-_Studio_di_testa_femminile,_4t020-00044,_Accademia_di_Belle_Arti_di_Brera                                           |
| Busto di donna dai capelli sparsi                                              | 1876                 | 67x82                   | accademia di belle arti di Brera, Milano                   | Hayez_-_Busto_di_donna_dai_capelli_sparsi,_accademiadibrera                                                                |
| Autoritratto a 88 anni                                                         | 1878                 | 85x69                   | Gallerie dell’Accademia di Venezia                         | Hayez,_Autoritratto_(1878)                                                                                                 |
| Autoritratto                                                                   | circa 1879           | 55x61,5                 | accademia di belle arti di Brera, Milano                   | Hayez,_Autoritratto_(1879_circa)_0                                                                                         |
| Autoritratto                                                                   | 1880                 | 29x36                   | accademia di belle arti di Brera, Milano                   | Hayez,_Autoritratto_(1880)                                                                                                 |
| Busto della vergine                                                            | 1880                 | 50x60                   | accademia di belle arti di Brera, Milano                   | Hayez,_Busto_della_vergine,_1880_circa                                                                                     |
| Studio di nudo                                                                 | 1880-1882            | 70x105                  | accademia delle belle arti di Brera, Milano                | Studio-di-nudo-low |
| Vaso di fiori sulla finestra di un harem                                       | 1881                 | 125x94,5                | pinacoteca di Brera, Milano                                | Hayez_-_Vase_of_Flowers_on_the_Window_of_a_Harem,_1881,_6338                                                               |

### Esplicative
1. ↑  D'ora innanzi, nel testo si farà riferimento all'edizione delle Memorie del 1995, in quanto riprende la precedente ma in modo più completo, ed al Catalogo ragionato di Hayez edito sempre dal Mazzocca nel 1994.
2. ↑  Oltre ad Hayez, risultarono vincitori dell'«alunnato di Roma» del 1809 anche Giovanni De Min e Vincenzo Baldacci. Si consulti: Di Monte.
3. ↑  Con bolla del 1802, il pontefice Pio VII nominò Canova ispettore generale di tutte le Belle Arti per Roma e lo Stato pontificio, con sovrintendenza ai musei Vaticani e Capitolini e all'Accademia di San Luca. Si consulti, per maggiori informazioni sulle dignità detenute dal Canova:  Massimiliano Pavan, CANOVA, Antonio, su Dizionario Biografico degli Italiani, vol. 18, Treccani, 1975. URL consultato l'8 febbraio 2016.
4. ↑  Il ritratto, che coniuga lo stile di Vincenzo Camuccini con la maniera dei Nazareni tedeschi, presenta una larga lacerazione sul viso altrimenti candido della donna. È lo stesso Hayez, nelle sue Memorie, ad additarci i motivi per cui s'è generato lo squarcio:

«Ma convien dire che la moglie del chirurgo non si fosse dimenticata di me, poiché saputo che io stavo dipingendo il ritratto della mia fidanzata (...) approfittò ch'io abbandonassi per un momento lo studio, ella vi entrò, e con un manico d'un pennello fece un taglio proprio sulla faccia»

Si consulti:  F. Tamanini, Ritratto della moglie Vincenza Scaccia, su lombardiabeniculturali.it, LombardiaBeniCulturali, 2009. URL consultato il 21 febbraio 2016.
5. ↑  Il quadro eseguito «per Vienna» è la Pietà di Ezechia.
6. ↑  Il giornalista Defendente Sacchi diede a questa tela il valore di un simbolo, consacrandola a manifesto della pittura romantica per aver sostituito alla mitologia classica i due giovani amanti shakespeariani:
«la sua Giulietta [...] è bella, ma bella dell'amor suo, dolce ti piove in core a riguardarla una vaghezza che ti annunzia essere l'ideale de' suoi tempi; Romeo non è l'Antinoo né l'Apollo, eppure è con desio considerato dalla femminile curiosità e ti annunzia il fiore de' prodi e degli amanti»

Si consulti:  Un Bacio per l'Italia. Hayez: la genesi di un capolavoro (PDF), su reality.provincia.milano.it, Milano, Provincia di Milano, 2011. URL consultato il 22 febbraio 2016 (archiviato dall'url originale il 4 novembre 2016).
7. ↑  Il Salone delle Cariatidi verrà poi distrutto dai bombardamenti bellici anglo-americani dell'agosto del 1943. Si consulti:  Armando Besio, Sala delle Cariatidi, l'ora della rinascita, La Repubblica, 7 marzo 2005. URL consultato il 24 febbraio 2016.

### Bibliografiche
1. ↑   Un «genio democratico» consacrato da Mazzini, Il Giornale, 8 novembre 2015. URL consultato il 26 febbraio 2016.
2. ↑  A proposito, si consultino i seguenti documenti:
  -  Luciano Canepari, Francesco, in Il DiPI: dizionario di pronuncia italiana, Bologna, Zanichelli, 1999, ISBN 88-08-09344-1.
  -  Luciano Canepari, Hayez, in Il DiPI: dizionario di pronuncia italiana, Bologna, Zanichelli, 1999, ISBN 88-08-09344-1.
3. ↑  Mazzocca, Le mie memorie, p. 12.
4. ↑  Barbiera, p. 58.
5. 1 2 3 4 5 6 7 8 9 10 11 12 13 14 15 16 17 18  Di Monte.
6. ↑  Mazzocca, Le mie memorie, p. 85.
7. ↑   Ulisse alla corte di Alcinoo, su cir.campania.beniculturali.it, Segretariato regionale del Ministero dei beni e delle attività culturali e del turismo per la Campania. URL consultato il 17 febbraio 2016 (archiviato dall'url originale il 6 settembre 2013).
8. ↑  Mazzocca, Catalogo ragionato, p. 52.
9. ↑  Mazzocca, Le mie memorie, p. 113.
10. ↑  Mazzocca, Catalogo ragionato, p. 54.
11. ↑  Picotti, p. 19.
12. ↑  Lettera di Francesco Hayez ad Antonio Canova, datata 31 luglio 1821 (Bassano del Grappa, Biblioteca e Museo Civico, Epistolario Scelto Canova, II.83.1571).
13. ↑  Rovani, p. 575.
14. ↑  Mazzocca, Le mie memorie, p. 140.
15. 1 2 3 4 5 6 7  Catalogo della mostra  Hayez (archiviato dall'url originale il 7 marzo 2016). di Gallerie d'Italia - Milano (7 novembre 2015 - 21 febbraio 2016).
16. ↑  Mazzocca, Catalogo ragionato, p. 88.
17. ↑   Damiano Sara, Accusa segreta, Hayez Francesco, su lombardiabeniculturali.it.
18. ↑  Mazzocca, Catalogo ragionato, p. 341.
19. ↑   Tomba Francesco Hayez (JPG), su necroturismo.it.
20. ↑  Maffeis, pp. 89-94.
21. ↑   Comune di Milano, App di ricerca defunti Not 2 4get.
22. ↑  
 Atti della R. Accademia di belle arti in Milano, Anno MDCCCLXXXIV, Milano, Tipografia Pietro Faverio, 1890,  p. 47 e segg..
23. 1 2 3 4 5   A. Cocchi, Hayez, su geometriefluide.com. URL consultato il 24 febbraio 2016.
24. ↑  Borsellino; Pedullà, p. 134.
25. ↑  Nicoletti, p. 41.
26. ↑   Hayez, su gallerieditalia.com, Gallerie d'Italia. URL consultato il 25 febbraio 2016 (archiviato dall'url originale il 7 marzo 2016).
27. ↑  (EN) ritratto del Padre Angelo Maria Pezzoli ritratto di ecclesiastico, su catalogo.beniculturali.it. URL consultato il 15 maggio 2023.
28. ↑   Aristide, su Gallerie dell'Accademia di Venezia. URL consultato il 21 maggio 2023.
29. ↑   Solone, su Gallerie dell'Accademia di Venezia. URL consultato il 21 maggio 2023.
30. ↑   Hayez Francesco (1791/1882) Ritratto di Francesco Roberti, su museibassano.it. URL consultato l'11 luglio 2023.
31. ↑   Ritratto di Carlo Della Bianca - Francesco Hayez, su pinacotecabrera.org. URL consultato il 9 maggio 2023.
32. ↑   Ritratto di Carolina Zucchi (la malata) - Francesco Hayez, su gamtorino.it. URL consultato il 12 luglio 2023.
33. ↑   Odalisca - Francesco Hayez, su pinacotecabrera.org. URL consultato il 9 maggio 2023.
34. ↑  (EN) Sansone ed il leone atterrato Sansone uccide un leone dipinto, 184, su catalogo.beniculturali.it. URL consultato il 15 maggio 2023.
35. ↑   Pensiero malinconico | arte, su deartibus.it. URL consultato il 9 maggio 2023 (archiviato dall'url originale il 5 aprile 2023).
36. ↑   Il doge Francesco Foscari destituito - Francesco Hayez, su pinacotecabrera.org. URL consultato il 9 maggio 2023.
37. ↑  (EN) Ritratto del conte Ambrogio Nava Ritratto di Ambrogio Nava dipinto, su catalogo.beniculturali.it. URL consultato il 15 maggio 2023.
38. ↑   Stefano Castelli, La pittura lombarda dell’Ottocento in mostra a Novara | Artribune, su artribune.com, 17 gennaio 2023. URL consultato il 30 marzo 2023.
39. ↑   Riconciliazione di Ottone II con Adelaide di Borgogna sua madre, su Lombardia Beni Culturali. URL consultato il 14 novembre 2023.
40. ↑   La distruzione del tempio di Gerusalemme, su Gallerie dell'Accademia di Venezia. URL consultato il 13 maggio 2023.
41. ↑   Ritratto di Massimo d'Azeglio - Francesco Hayez, su pinacotecabrera.org. URL consultato il 9 maggio 2023.
42. ↑  (EN) Ritratto di Camillo Benso conte di Cavour ritratto d'uomo dipinto,, su catalogo.beniculturali.it. URL consultato il 15 maggio 2023.
43. ↑   Gli ultimi momenti del doge Marin Faliero sulla scala detta del piombo - Francesco Hayez, su pinacotecabrera.org. URL consultato il 9 maggio 2023.
44. ↑  (EN) Odalisca che legge dipinto, 1866 - 1866, su catalogo.beniculturali.it. URL consultato il 21 maggio 2023.
45. ↑   Ritratto di Gioacchino Rossini - Francesco Hayez, su pinacotecabrera.org. URL consultato il 9 maggio 2023.
46. ↑   Autoritratto come doge Gritti, su Lombardia Beni Culturali. URL consultato il 14 novembre 2023.
47. ↑   Autoritratto, su Gallerie dell'Accademia di Venezia. URL consultato il 21 maggio 2023.
48. ↑   Vaso di fiori sulla finestra di un harem - Francesco Hayez, su pinacotecabrera.org. URL consultato il 9 maggio 2023.